# Bầu cử tổng thống Hoa Kỳ 1896
Cuộc bầu cử tổng thống Hoa Kỳ năm 1896 là cuộc bầu cử tổng thống bốn năm một lần lần thứ 28, được tổ chức vào thứ Ba, ngày 3 tháng 11 năm 1896. Cựu Thống đốc William McKinley, ứng cử viên của Đảng Cộng hòa, đã đánh bại cựu Dân biểu William Jennings Bryan, ứng cử viên của Đảng Dân chủ. Chiến dịch tranh cử năm 1896, diễn ra trong thời kỳ suy thoái kinh tế sau Hoảng loạn 1893, là một cuộc bầu cử tái định hình hệ thống chính trị Hoa Kỳ, chấm dứt Hệ thống Đảng phái thứ ba và đánh dấu khởi đầu của Hệ thống Đảng phái thứ tư.
Tổng thống đương nhiệm của Đảng Dân chủ Grover Cleveland đã tuyên bố sẽ không tham gia tranh cử nhiệm kỳ thứ 2 liên tiếp (và là nhiệm kỳ thứ 3 của ông), bỏ ngỏ chiến dịch tranh cử lần 4. Sau đó, với tư cách là một luật sư và cựu dân biểu, Bryan đã khơi dậy sự ủng hộ của đảng bằng bài phát biểu Thập giá Vàng, kêu gọi cải cách hệ thống tiền tệ và coi các lãnh đạo doanh nghiệp là nguyên nhân gây ra tình trạng suy thoái kinh tế đang diễn ra. Đại hội toàn quốc Đảng Dân chủ năm 1896 đã  quay lưng với chính quyền của Cleveland và đề cử Bryan trong lần bỏ phiếu thứ 5. Bryan sau đó còn giành được đề cử của Đảng Dân túy, đảng đã thắng một số bang vào năm 1892 và có nhiều điểm chung trong chính sách với Bryan. Trái ngược với Bryan, một số đảng viên Đảng Dân chủ Bourbon bảo thủ đã thành lập Đảng Dân chủ Quốc gia và đề cử Thượng nghị sĩ John M. Palmer. Về phía Đảng Cộng hòa, ngay từ đầu, McKinley đã chiếm ưu thế với cách biệt lớn tại Đại hội toàn quốc Đảng Cộng hòa năm 1896.
Kể từ khi Hoảng loạn 1893 xảy ra, đất nước đã sa lầy vào tình trạng suy thoái kinh tế, được ghi dấu bởi giá cả thấp, lợi nhuận thấp, tỷ lệ thất nghiệp cao và nhiều cuộc đình công đầy bạo lực. Các vấn đề kinh tế, đặc biệt là chính sách thuế quan và câu hỏi liệu chế độ bản vị vàng có nên được duy trì để cung ứng tiền hay không, là những vấn đề trọng tâm. McKinley đã tạo dựng một liên minh bảo thủ với các doanh nhân, chuyên gia, nông dân giàu có và công nhân nhà máy lành nghề phản đối các chính sách nông nghiệp của Bryan. Ông mạnh nhất ở các vùng thành thị và vùng Đông Bắc, Thượng Trung Tây và Bờ Tây Hoa Kỳ. Quản lý chiến dịch tranh cử của Đảng Cộng hòa, Mark Hanna, đã tiên phong trong nhiều kỹ thuật tranh cử hiện đại, được hỗ trợ bởi ngân sách 3,5 triệu đô la. Bryan coi chiến dịch của mình là một cuộc "thập tự chinh" của người lao động chống lại những người giàu có, những người đã làm nghèo nước Mỹ bằng cách hạn chế nguồn cung tiền. Ông nói, bạc có nguồn cung dồi dào và nếu đúc thành tiền sẽ khôi phục lại sự thịnh vượng đồng thời làm suy yếu quyền lực của các quỹ tín thác tiền tệ. Bryan mạnh nhất ở các bang miền Nam, vùng nông thôn Trung Tây và dãy núi Rocky. Những lời hùng biện về đạo đức và chiến dịch chống lạm phát của ông (ủng hộ bản vị lưỡng kim) đã khiến những người bảo thủ phản đối gay gắt.
Bryan vận động mạnh mẽ khắp các bang dao động ở Trung Tây, trong khi McKinley tiến hành chiến dịch "trước hiên nhà". Cuộc bầu cử đầy căng thẳng kết thúc khi McKinley giành được đa số phiếu phổ thông và phiếu đại cử tri. Bryan giành được 46,7% số phiếu phổ thông và Palmer giành được dưới 1%. Tỷ lệ cử tri đi bỏ phiếu rất cao, hơn 90% số cử tri đủ điều kiện ở nhiều bang. Việc Đảng Dân chủ cạch mặt phe Bourbon đã mang lại cho Bryan và những người ủng hộ ông quyền kiểm soát đảng cho đến những năm 1920, đồng thời tạo tiền đề cho sự thống trị của Đảng Cộng hòa trong Hệ thống Đảng phái thứ tư.

## Đề cử

### Đề cử của Đảng Cộng hòa

Áp phích chiến dịch của McKinley/Hobart

| Đề cử của Đảng Cộng hòa năm 1896  |                                                    |
| William McKinley                  | Garret Hobart                                      |
| cho Tổng thống                    | cho Phó Tổng thống                                 |
|                                   |                                                    |
| Thống đốc Ohio thử 39 (1892–1896) | Chủ tịch Thượng viện New Jersey thứ 24 (1881–1882) |
| Chiến dịch                        |                                                    |

#### Ứng cử viên khác
|                                                     |                                                   |                                          |                                           |                                               |                                               |
| Thomas B. Reed                                      | Matthew S. Quay                                   | Levi P. Morton                           | William B. Allison                        | Charles F. Manderson                          | Shelby M. Cullom                              |
|                                                     |                                                   |                                          |                                           |                                               |                                               |
| Chủ tịch Hạ viện Hoa Kỳ thứ 38 từ Maine (1895–1899) | Thượng nghị sĩ Hoa Kỳ từ Pennsylvania (1887–1899) | Phó Tổng thống Hoa Kỳ thứ 22 (1889–1893) | Thượng nghị sĩ Hoa Kỳ từ Iowa (1873–1908) | Thượng nghị sĩ Hoa Kỳ từ Nebraska (1883–1895) | Thượng nghị sĩ Hoa Kỳ từ Illinois (1883–1913) |

Tại đại hội của đảng tại St. Louis, Missouri, được tổ chức từ ngày 16 đến ngày 18 tháng 6 năm 1896, Đảng Cộng hòa đã đề cử William McKinley làm Tổng thống và Garret Hobart từ New Jersey làm Phó Tổng thống. McKinley trước đó vừa rời vị trí thống đốc Ohio. Cả hai ứng cử viên đều dễ dàng được đề cử ở lần bỏ phiếu đầu tiên.
Quản lý chiến dịch tranh cử của McKinley, doanh nhân giàu có và tài năng ở Ohio, Mark Hanna, đã đến gặp mặt lãnh đạo các tập đoàn lớn và các ngân hàng lớn, có ảnh hưởng sau Đại hội Đảng Cộng hòa để gây quỹ cho chiến dịch. Với việc nhiều doanh nhân và chủ ngân hàng lo sợ trước luận điệu dân túy của Bryan và yêu cầu chấm dứt chế độ bản vị vàng, Hanna gặp rất ít khó khăn khi huy động được số tiền kỷ lục. Ông đã huy động được 3,5 triệu đô la cho chiến dịch tranh cử và chi nhiều gấp 5 lần Đảng Dân chủ. McKinley là cựu chiến binh từng tham gia Nội chiến Hoa Kỳ cuối cùng được 1 trong 2 đảng lớn đề cử làm Tổng thống.
| Phiếu bầu ứng cử viên Tổng thống | Phiếu bầu ứng cử viên Tổng thống | Phiếu bầu ứng cử viên Tổng thống | Phiếu bầu ứng cử viên Phó Tổng thống | Phiếu bầu ứng cử viên Phó Tổng thống | Phiếu bầu ứng cử viên Phó Tổng thống |
|                                  | 1                                | Nhất trí                         |                                      | 1                                    | Nhất trí                             |
| William McKinley                 | 661.5                            | 924                              | Garret A. Hobart                     | 535.5                                | 924                                  |
| Thomas Brackett Reed             | 84.5                             |                                  | H. Clay Evans                        | 277.5                                |                                      |
| Matthew S. Quay                  | 61.5                             |                                  | Morgan Bulkeley                      | 39                                   |                                      |
| Levi P. Morton                   | 58                               |                                  | James A. Walker                      | 24                                   |                                      |
| William B. Allison               | 35.5                             |                                  | Charles W. Lippitt                   | 8                                    |                                      |
| James D. Cameron                 | 1                                |                                  | Thomas Brackett Reed                 | 3                                    |                                      |
| Không bỏ phiếu                   | 20                               |                                  | Chauncey Depew                       | 3                                    |                                      |
| Phiếu trắng                      | 661.5                            |                                  | John Mellen Thurston                 | 2                                    |                                      |
|                                  |                                  |                                  | Frederick Dent Grant                 | 2                                    |                                      |
|                                  |                                  |                                  | Levi P. Morton                       | 1                                    |                                      |
|                                  |                                  |                                  | Không bỏ phiếu                       | 29                                   |                                      |

### Đề cử của Đảng Dân chủ

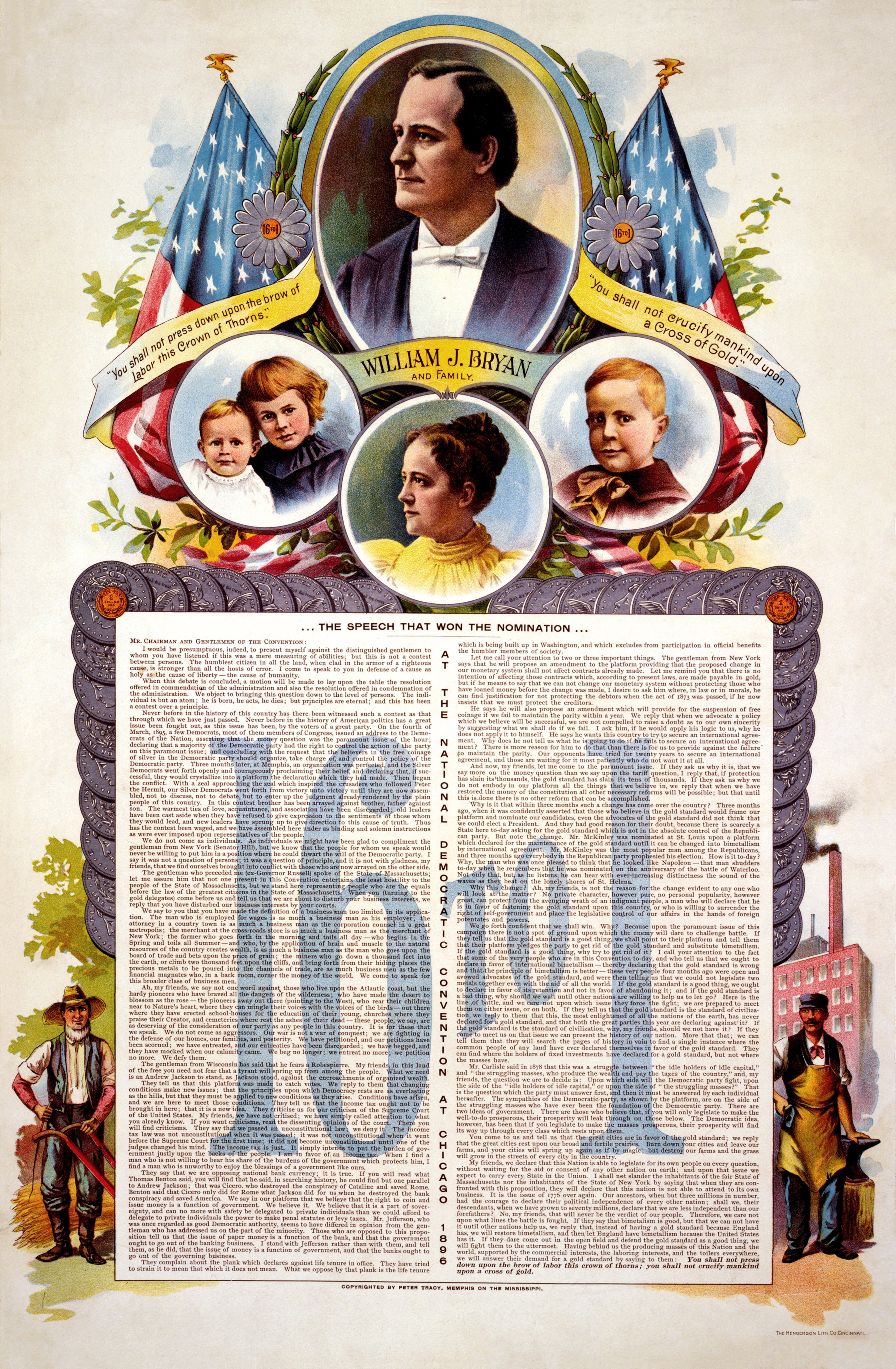
Bài phát biểu "thập giá vàng" nổi tiếng của Bryan đã giúp ông được đề cử làm Tổng thống và biến đảng của ông thành đảng ủng hộ bạc

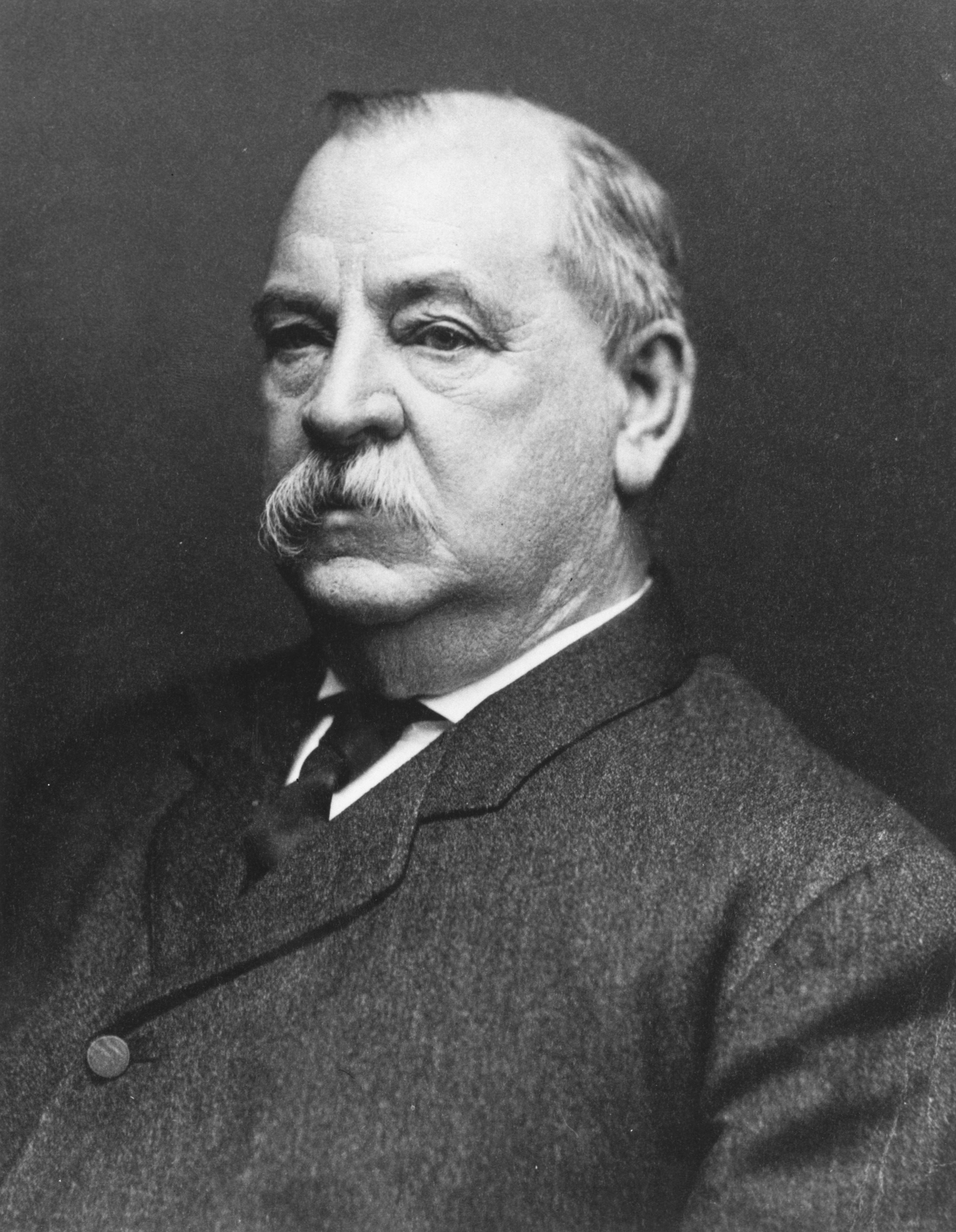
Grover Cleveland, tổng thống đương nhiệm vào năm 1896, người sẽ hết nhiệm kỳ thứ hai của mình vào ngày 4 tháng 3 năm 1897

| Đề cử của Đảng Dân chủ năm 1896                |                                                |
| William Jennings Bryan                         | Arthur Sewall                                  |
| cho Tổng thống                                 | cho Phó Tổng thống                             |
|                                                |                                                |
| Dân biểu Hoa Kỳ từ Khu 1, Nebraska (1891–1895) | Chủ tịch Đường sắt Trung tâm Maine (1884–1893) |
| Chiến dịch                                     |                                                |
|                                                |                                                |

#### Ứng cử viên khác
| Các ứng cử viên sau đây được sắp xếp theo số phiếu cao nhất từng nhận được qua các lần bỏ phiếu |                                                     |                                                 |                                               |                                                     |
| Richard P. Bland                                                                                | Robert E. Pattison                                  | Joseph Blackburn                                | Horace Boies                                  | John R. McLean                                      |
|                                                                                                 |                                                     |                                                 |                                               |                                                     |
| Dân biểu Hoa Kỳ từ Missouri (1873–1895)                                                         | Thống đốc Pennsylvania thứ 19 (1891–1895)           | Thượng nghị sĩ Hoa Kỳ từ Kentucky (1885–1897)   | Thống đốc Iowa thứ 14 (1890–1894)             | Chủ báo The Cincinnati Enquirer từ Ohio (1881–1916) |
| 291 phiếu                                                                                       | 100 phiếu                                           | 82 phiếu                                        | 67 phiếu                                      | 54 phiếu                                            |
| Claude Matthews                                                                                 | Benjamin Tillman                                    | Sylvester Pennoyer                              | Henry M. Teller                               | William Russell                                     |
|                                                                                                 |                                                     |                                                 |                                               |                                                     |
| Thống đốc Indiana thứ 23 (1893–1897)                                                            | Thượng nghị sĩ Hoa Kỳ từ South Carolina (1895–1918) | Thống đốc Oregon thứ 8 (1887–1895)              | Thượng nghị sĩ Hoa Kỳ từ Colorado (1885–1909) | Thống đốc Massachusetts thứ 37 (1891–1894)          |
| 37 phiếu                                                                                        | 17 phiếu                                            | 8 phiếu                                         | 8 phiếu                                       | RL: 20/6 2 phiếu                                    |
| William R. Morrison                                                                             | John W. Daniel                                      | Stephen M. White                                | Grover Cleveland                              |                                                     |
|                                                                                                 |                                                     |                                                 |                                               |                                                     |
| Dân biểu Hoa Kỳ từ Illinois (1873–1887)                                                         | Thượng nghị sĩ Hoa Kỳ từ Virginia (1887–1910)       | Thượng nghị sĩ Hoa Kỳ từ California (1893–1899) | Tổng thống Hoa Kỳ từ New York (1893-1897)     |                                                     |
| RL: 19/6                                                                                        | TCTC                                                | TCTC                                            | TCTC                                          |                                                     |

Một tháng sau khi McKinley được đề cử, những người ủng hộ bạc đã giành quyền kiểm soát đại hội đảng Dân chủ, được tổ chức tại Chicago từ ngày 7 đến ngày 11 tháng 7. Hầu hết các đại biểu miền Nam và miền Tây đều quyết tâm hiện thực hóa lập trường “bạc tự do” của Đảng Dân túy. Đại hội đã bác bỏ các chính sách ủng hộ bản vị vàng của Cleveland và cũng cắt đứt liên hệ với bản thân Cleveland. Điều này khiến đại hội ban đầu không thể tìm ra người kế nhiệm rõ ràng Cleveland. Cần phải có 2/3 tổng số phiếu bầu để được đề cử và những người ủng hộ bạc đã làm được điều này bất chấp sự phân cực cực đoan theo khu vực của các đại biểu. Trong một cuộc bỏ phiếu giả nghiệm về vấn đề chống bạc, các bang miền Đông (từ Maryland đến Maine), với 28% số đại biểu tham gia, đã bỏ phiếu ủng hộ 96%. Các đại biểu khác bỏ phiếu phản đối 91%, vì vậy những người ủng hộ bạc có thể tin tưởng vào đa số 67% số đại biểu.
Luật sư, cựu Dân biểu và ứng cử viên tranh cử vào Thượng viện không thành công William Jennings Bryan sau đó nổi lên là một người phù hợp cho đề cử. Là một nhà hùng biện xuất sắc, Bryan đến từ Nebraska và đại diện những người nông dân đang phải chịu đựng cuộc suy thoái kinh tế sau Hoảng loạn 1893. Tại đại hội, ông đã đưa ra bài phát biểu được coi là một trong những bài phát biểu chính trị vĩ đại nhất trong lịch sử Hoa Kỳ, Bài phát biểu Thập giá vàng. Bryan đã nhiệt tình bảo vệ những người nông dân và công nhân nhà máy đang vật lộn để tồn tại trong thời kỳ suy thoái kinh tế, đồng thời đả kích các chủ doanh nghiệp và lãnh đạo các thành phố lớn là nguyên nhân gây ra mọi vấn đề. Ông kêu gọi cải cách hệ thống tiền tệ, chấm dứt chế độ bản vị vàng và hỗ trợ cho nông dân và những người khác gặp tổn thất do suy thoái. Bài phát biểu của Bryan ấn tượng đến mức nhiều đại biểu đã cõng ông trên vai đi vòng quanh hội trường sau đó.
Ngày hôm sau, 8 cái tên được đề cử trước đại hội: Richard Bland, William J. Bryan, Claude Matthews, Horace Boies, Joseph Blackburn, John R. McLean, Robert E. Pattison và Sylvester Pennoyer. Bất chấp sức mạnh ban đầu của Bland, người dẫn đầu trong 3 lần bỏ phiếu đầu tiên, bài phát biểu của Bryan đã giúp ông tiến gần đến việc giành được đề cử, điều mà ông đã làm được ở lần bỏ phiếu thứ 5, sau khi hầu hết các ứng cử viên khác rút lui và ủng hộ ông.
Sau thất bại của Bland, những người ủng hộ ông ấy đã cố gắng đề cử ông làm đồng tranh cử của Bryan, nhưng Bland quan tâm hơn đến việc giành lại chiếc ghế cũ của ông ở Hạ viện, nên đã rút lui mặc dù đã dẫn đầu trong những lần bỏ phiếu sớm. Arthur Sewall, một thợ đóng tàu giàu có đến từ Maine, cuối cùng đã được chọn làm ứng cử viên Phó Tổng thống. Người ta cảm thấy rằng sự Sewall có thể trang trải một số chi phí vận động tranh cử nhờ sự giàu có của mình. Mới 36 tuổi, Bryan chỉ lớn hơn 1 tuổi so với quy định của Hiến pháp để trở thành Tổng thống. Ông vẫn là người trẻ nhất từng được một đảng lớn đề cử làm Tổng thống.
| Phiếu bầu ứng cử viên Tổng thống | Phiếu bầu ứng cử viên Tổng thống | Phiếu bầu ứng cử viên Tổng thống | Phiếu bầu ứng cử viên Tổng thống | Phiếu bầu ứng cử viên Tổng thống | Phiếu bầu ứng cử viên Tổng thống | Phiếu bầu ứng cử viên Tổng thống | Phiếu bầu ứng cử viên Phó Tổng thống | Phiếu bầu ứng cử viên Phó Tổng thống | Phiếu bầu ứng cử viên Phó Tổng thống | Phiếu bầu ứng cử viên Phó Tổng thống | Phiếu bầu ứng cử viên Phó Tổng thống | Phiếu bầu ứng cử viên Phó Tổng thống | Phiếu bầu ứng cử viên Phó Tổng thống |
|                                  | 1                                | 2                                | 3                                | 4                                | 5                                | Nhất trí                         |                                      | 1                                    | 2                                    | 3                                    | 4                                    | 5                                    | Nhất trí                             |
| William J. Bryan                 | 137                              | 197                              | 219                              | 280                              | 652                              | 930                              | Arthur Sewall                        | 100                                  | 37                                   | 97                                   | 261                                  | 568                                  | 930                                  |
| Richard P. Bland                 | 235                              | 281                              | 291                              | 241                              | 11                               |                                  | John R. McLean                       | 111                                  | 158                                  | 210                                  | 298                                  | 32                                   |                                      |
| Robert E. Pattison               | 97                               | 100                              | 97                               | 97                               | 95                               |                                  | Richard P. Bland                     | 62                                   | 294                                  | 255                                  | 0                                    | 0                                    |                                      |
| Joseph Blackburn                 | 82                               | 41                               | 27                               | 27                               | 0                                |                                  | Joseph C. Sibley                     | 163                                  | 113                                  | 50                                   | 0                                    | 0                                    |                                      |
| Horace Boies                     | 67                               | 37                               | 36                               | 33                               | 0                                |                                  | George F. Williams                   | 76                                   | 16                                   | 15                                   | 9                                    | 9                                    |                                      |
| John R. McLean                   | 54                               | 53                               | 54                               | 46                               | 0                                |                                  | John W. Daniel                       | 11                                   | 0                                    | 6                                    | 54                                   | 36                                   |                                      |
| Claude Matthews                  | 37                               | 34                               | 34                               | 36                               | 0                                |                                  | Walter Clark                         | 50                                   | 22                                   | 22                                   | 46                                   | 22                                   |                                      |
| Benjamin Tillman                 | 17                               | 0                                | 0                                | 0                                | 0                                |                                  | James R. Williams                    | 22                                   | 13                                   | 0                                    | 0                                    | 0                                    |                                      |
| Adlai E. Stevenson               | 6                                | 10                               | 9                                | 8                                | 8                                |                                  | William F. Harrity                   | 19                                   | 21                                   | 19                                   | 11                                   | 11                                   |                                      |
| Sylvester Pennoyer               | 8                                | 8                                | 0                                | 0                                | 0                                |                                  | Joseph Blackburn                     | 20                                   | 0                                    | 0                                    | 0                                    | 0                                    |                                      |
| Henry M. Teller                  | 8                                | 8                                | 0                                | 0                                | 0                                |                                  | Horace Boies                         | 20                                   | 0                                    | 0                                    | 0                                    | 0                                    |                                      |
| William E. Russell               | 2                                | 0                                | 0                                | 0                                | 0                                |                                  | J. Hamilton Lewis                    | 11                                   | 0                                    | 0                                    | 0                                    | 0                                    |                                      |
| David B. Hill                    | 1                                | 1                                | 1                                | 1                                | 1                                |                                  | Robert E. Pattison                   | 2                                    | 1                                    | 1                                    | 1                                    | 1                                    |                                      |
| James E. Campbell                | 1                                | 0                                | 0                                | 0                                | 0                                |                                  | George W. Fithian                    | 1                                    | 0                                    | 0                                    | 0                                    | 0                                    |                                      |
| David Turpie                     | 0                                | 0                                | 0                                | 0                                | 1                                |                                  | Henry M. Teller                      | 1                                    | 0                                    | 0                                    | 0                                    | 0                                    |                                      |
| Không bỏ phiếu                   | 178                              | 160                              | 162                              | 161                              | 162                              |                                  | Stephen M. White                     | 1                                    | 0                                    | 0                                    | 0                                    | 0                                    |                                      |
|                                  |                                  |                                  |                                  |                                  |                                  |                                  | Không bỏ phiếu                       | 260                                  | 255                                  | 255                                  | 250                                  | 251                                  |                                      |

| Phiếu bầu ứng cử viên Tổng thống (chi tiết) | Phiếu bầu ứng cử viên Tổng thống (chi tiết) | Phiếu bầu ứng cử viên Tổng thống (chi tiết) | Phiếu bầu ứng cử viên Phó Tổng thống (chi tiết) | Phiếu bầu ứng cử viên Phó Tổng thống (chi tiết) | Phiếu bầu ứng cử viên Phó Tổng thống (chi tiết) |
| 1                                           | 2                                           | 3                                           | 1                                               | 2                                               | 3                                               |
|                                             |                                             |                                             |                                                 |                                                 |                                                 |
| 4                                           | 5                                           |                                             | 4                                               | 5                                               |                                                 |
|                                             |                                             |                                             |                                                 |                                                 |                                                 |

### Đảng nhỏ

#### Đề cử của Đảng Cấm rượu
| Đề cử của Đảng Cấm rượu năm 1896          |                                           |
| Joshua Levering                           | Hale Johnson                              |
| cho Tổng thống                            | cho Phó Tổng thống                        |
|                                           |                                           |
| Lãnh tụ Baptist và doanh nhân từ Maryland | Cựu Thị trưởng Thành phố Newton, Illinois |

##### Ứng cử viên khác
|                                              |                                                |
| Louis C. Hughes                              | Charles E. Bentley                             |
|                                              |                                                |
| Governor Lãnh thổ Arizona thứ 11 (1893–1896) | Chủ tịch Đảng cấp bang từ Nebraska (1895–1896) |
| RL: Sau lần bỏ phiếu 1                       | TCTC                                           |

Đảng Cấm rượu trước đó bị chia thành hai phái và mỗi phái không muốn nhượng bộ hoặc thỏa hiệp với phái kia. Phái "Broad-Gauge", do Charles Bentley và cựu Thống đốc Kansas John St. John lãnh đạo, đã yêu cầu bổ sung vào cương lĩnh các mục ủng hộ đúc bạc tự do cũng như ủng hộ quyền bầu cử của phụ nữ, hơn nữa họ không nhận đề cử nếu những yêu cầu này không được đáp ứng. Phái "Narrow-Gauge", do Samuel Dickie của Michigan lãnh đạo và ủng hộ Joshua Levering, vẫn nhất quyết yêu cầu cương lĩnh của đảng vẫn dành riêng cho việc ủng hộ cấm rượu. Xung đột giữa hai bên nhanh chóng nổ ra khi đề cử chủ tịch thường trực của đại hội, với một số ứng cử viên được đề cử cho vị trí này đã rút lui cho đến khi Oliver Stewart từ Illinois, thành viên phái "Broad-Gauge", được đề cử. Một báo cáo thiểu số do St. John soạn đã ủng hộ việc đúc tiền miễn phí bằng bạc, gia tăng sự kiểm soát của chính phủ đối với đường sắt và điện báo, thuế thu nhập. Một số cuộc bỏ phiếu đã diễn ra đã mang lại sự tự tin cho "Broad-Gauge", nhưng một số người đã bỏ phiếu ủng hộ báo cáo chỉ đơn thuần là chưa quyết định hoặc chống lại việc tiêu hủy báo cáo. Sau khi đa số 188 người đưa báo cáo ra trước đại hội, "Narrow-Gauge" đã vận động các đại biểu trung lập ở vùng Đông Bắc và Trung Tây để thuyết phục họ về những hậu quả bầu cử nếu nó được thông qua: rằng lợi ích của Đảng ở các bang như New York sẽ bị đảo ngược chỉ sau một đêm về các vấn đề như tiền đúc miễn phí và chủ nghĩa dân túy. Khi báo cáo của St. John được đưa ra bỏ phiếu chính thức, nó đã bị từ chối với 492 phản đối và 310 ủng hộ. Với việc các đại biểu ủng hộ bạc vẫn còn bị sốc và St. John đang cố gắng tiến hành bỏ phiếu lại, phái "Narrow-Gauge" từ Illinois đã đề nghị thay thế cả báo cáo thiểu số và đa số bằng một cương lĩnh chỉ tập trung vào vấn đề cấm rượu. Một cuộc bỏ phiếu đã được tiến hành và cương lĩnh của "Narrow-Gauge" được thông qua.
Trong một nỗ lực nhằm xoa dịu những người ủng hộ quyền bầu cử của phụ nữ vì thiếu mục ủng hộ quyền bầu cử của phụ nữ, bản thân mục này sau đó được thông qua bởi một nghị quyết của đại hội. Sau đó, phái "Broad-Gauge" đã công khai xem xét việc ủng hộ một liên danh riêng vì "Narrow-Gauge" rõ ràng đã giành được quyền kiểm soát đại hội. Với việc Charles Bentley từ chối tranh cử, một số nỗ lực đã được thực hiện để đề cử thống đốc Lãnh thổ Arizona vừa nghỉ hưu, Louis Hughes, nhưng rõ ràng là Levering đã nhận được sự ủng hộ của hầu hết các đại biểu, Hughes sau đó bị gạch tên. Sau khi đại hội đề cử Levering mà không vấp phải bất kỳ sự phản đối lớn nào, khoảng 200 người trong số những người ủng hộ quyền bầu cử của phụ nữ, những người ủng hộ bạc và những người theo chủ nghĩa dân túy đã tham gia một đại hội khác, do Bentley và St. John lãnh đạo, cùng với "Đảng" Cải cách Quốc gia thành lập Đảng Quốc gia. Sau đó, đại hội nhất trí đề cử Hale Johnson của Illinois làm Phó Tổng thống. 

#### Đề cử của Đảng Quốc gia
| Đề cử của Đảng Quốc gia năm 1896               |                                                    |
| Charles E. Bentley                             | James H. Southgate                                 |
| cho Tổng thống                                 | cho Phó Tổng thống                                 |
|                                                |                                                    |
| Chủ tịch Đảng cấp bang từ Nebraska (1895–1896) | Chủ tịch Đảng cấp bang từ Bắc Carolina (1895–1896) |

Ban đầu được gọi là "Đảng Cải cách Quốc gia", bản thân đại hội chỉ bắt đầu 1 ngày trước Đại hội Đảng Cấm rượu, cũng được tổ chức tại Pittsburgh, Pennsylvania. Mặc dù ban đầu chỉ triệu tập khoảng 8 đại biểu, nhưng họ hy vọng rằng bất kỳ người bất mãn với Đảng Cấm rượu có thể tìm được đường đến đó và sẽ ủng hộ việc đề cử Dân biểu Joseph C. Sibley làm Tổng thống. Một bước tiến lớn thực sự đã xảy ra khi Đảng Cấm rượu đề cử Joshua Levering vào chức vụ Tổng thống, và những người bất mãn, do Charles E. Bentley và cựu thống đốc Kansas John St. John dẫn đầu, rời khỏi đại hội của đảng Cấm rượu, St. John thậm chí còn hét lên rằng đại hội đã bị "... Phố Wall mua chuộc." Hai nhóm sau đó gặp mặt và cùng nhau thành lập "Đảng Quốc gia" và nhanh chóng đề cử Charles Bentley làm Tổng thống, với James Southgate, Chủ tịch Đảng Cấm rượu Bắc Carolina, làm đồng tranh cử của ông. Các đại biểu đã thông qua báo cáo thiểu số đã bị từ chối tại Đại hội Đảng Cấm rượu làm cương lĩnh của họ, kêu gọi phát hành tiền xu và đồng bạc xanh miễn phí, gia tăng kiểm soát của chính phủ đối với đường sắt và điện báo, bầu cử trực tiếp các Thượng nghị sĩ và Tổng thống,...  

#### Đề cử của Đảng Lao động Xã hội
| Đề cử của Đảng Lao động Xã hội năm 1896 |                             |
| Charles Matchett                        | Matthew Maguire             |
| cho Tổng thống                          | cho Phó Tổng thống          |
| Lãnh đạo Lao động từ New York           | Chính trị gia từ New Jersey |
|                                         |                             |

Đại hội Đảng Lao động Xã hội được tổ chức tại thành phố New York vào ngày 9 tháng 7 năm 1896. Đại hội đã đề cử Charles Matchett từ New York và Matthew Maguire từ New Jersey. Cương lĩnh của nó ủng hộ việc giảm giờ lao động; yêu cầu chính phủ liên bang kiểm soát các mỏ, đường sắt, kênh đào, điện báo và điện thoại; kiểm soát các công trình nước, công trình khí đốt và nhà máy điện; vấn đề tiền bạc chỉ nên do chính phủ liên bang thực hiện; giảm tỷ lệ thất nghiệp; bãi bỏ quyền phủ quyết; bãi bỏ Thượng viện Hoa Kỳ; ủng hộ quyền bầu cử của phụ nữ; và luật hình sự thống nhất trên toàn Liên bang.

#### Đề cử của Đảng Nhân dân
| Đề cử của Đảng Nhân dân năm 1896               |                                                |
| William Jennings Bryan                         | Thomas E. Watson                               |
| cho Tổng thống                                 | cho Phó Tổng thống                             |
|                                                |                                                |
| Dân biểu Hoa Kỳ từ Khu 1, Nebraska (1891–1895) | Dân biểu Hoa Kỳ từ Khu 10, Georgia (1891–1893) |

##### Ứng cử viên khác
| Các ứng cử viên sau đây được sắp xếp theo số phiếu cao nhất từng nhận được qua các lần bỏ phiếu |                                                      |                                        |
| Seymour F. Norton                                                                               | Eugene V. Debs                                       | Jacob S. Coxey                         |
|                                                                                                 |                                                      |                                        |
| Nhà văn và nhà nhân đạo từ Illinois                                                             | Thành viên Công đoàn và Lãnh đạo lao động từ Indiana | Doanh nhân và tư vấn chính trị từ Ohio |
| 321 phiếu                                                                                       | TCTC8 phiếu                                          | 1 phiếu                                |

Trong số các đảng nhỏ hoạt động vào năm 1896, nổi bật nhất là Đảng Nhân dân (hay Đảng Dân túy). Được thành lập vào năm 1892, Đảng Dân túy đại diện cho triết lý của chủ nghĩa nông nghiệp (bắt nguồn từ nền dân chủ Jeffersonian), cho rằng nông nghiệp là một lối sống ưu việt đang bị các chủ ngân hàng hạ bệ. Đảng Dân túy thu hút nhiều nông dân trồng bông ở miền Nam và nông dân lúa mì ở miền Tây, nhưng lại thu hút rất ít nông dân ở vùng Đông Bắc và vùng nông thôn Trung Tây. Trong cuộc bầu cử tổng thống năm 1892, ứng cử viên của đảng Dân túy James B. Weaver đã thắng 4 bang, và vào năm 1894, họ đã giành chiến thắng trong các cuộc đua vào quốc hội và cơ quan lập pháp tiểu bang ở một số bang miền Nam và miền Tây. Ở các bang miền Nam, bao gồm Alabama, North Carolina, Tennessee và Texas, chiến thắng đạt được nhờ liên minh với đảng Cộng hòa, những người đang cố gắng chống lại Đảng Dân chủ Bourbon đang thống trị tại đây, trong khi ở phần còn lại của đất nước, họ lại thường liên minh với Đảng Dân chủ, như ở bang Washington.  Đến năm 1896, Đảng Dân túy tin rằng họ có thể thay thế Đảng Dân chủ trở thành đảng đối lập chính với Đảng Cộng hòa. Tuy nhiên, việc Đảng Dân chủ đề cử Bryan, người ủng hộ nhiều mục tiêu và ý tưởng của Đảng Dân túy, đã đặt đảng vào tình thế khó xử. Bị giằng xé giữa việc lựa chọn ứng cử viên Tổng thống của riêng họ hay chọn ủng hộ Bryan, ban lãnh đạo đảng quyết định rằng việc tự đề cử ứng cử viên sẽ chỉ đơn giản là phân hóa lực lượng ủng hộ cải cách và mang về chiến thắng cho Đảng Cộng hòa bảo thủ. Tại đại hội toàn quốc năm 1896, Đảng Dân túy đã chọn Bryan làm ứng cử viên tổng thống của họ. Tuy nhiên, để chứng minh rằng họ vẫn độc lập với Đảng Dân chủ, Đảng Dân túy chọn cựu Dân biểu Georgia Thomas E. Watson làm ứng cử viên Phó Tổng thống thay vì Arthur Sewall. Bryan nhanh chóng chấp nhận đề cử của Đảng Dân túy, nhưng mơ hồ không biết liệu nếu được bầu, ông có chọn Watson làm Phó Tổng thống thay vì Sewall hay không. Từ cuộc bầu cử này, Đảng Dân túy bắt đầu sáp nhập vào Đảng Dân chủ; trong vòng một vài cuộc bầu cử nữa, đảng sẽ biến mất hoàn toàn. Cuộc bầu cử năm 1896 đặc biệt bất lợi cho Đảng Dân túy ở miền Nam; khi họ bị chia rẽ giữa các thành viên ủng hộ liên minh với Đảng Dân chủ để đạt được cải cách ở cấp quốc gia và các thành viên ủng hộ liên minh với Đảng Cộng hòa để đạt được cải cách ở cấp tiểu bang.
Những người ủng hộ từ Đảng Dân chủ và Dân túy của Bryan đã tổ chức các liên minh ở một số bang với các đại cử tri được bầu ủng hộ ông đến từ cả 2 đảng. Tờ New York Times thống kê được 71 đảng viên Đảng Dân túy và 6 ứng cử viên Đảng Cộng hòa Bạc đã cam kết ủng hộ Bryan. Ở 10 bang nơi liên minh thành công, 27 đại cử tri đã bỏ phiếu bầu Bryan làm Tổng thống và Watson làm Phó Tổng thống. (Phần còn lại trong số 176 đại cử tri của Bryan, bao gồm cả các đại cử tri của Đảng Dân túy và Đảng Cộng hòa Bạc từ Colorado và Idaho, đã bỏ phiếu cho Sewall.)
| Phiếu bầu ứng cử viên Tổng thống | Phiếu bầu ứng cử viên Tổng thống | Phiếu bầu ứng cử viên Phó Tổng thống | Phiếu bầu ứng cử viên Phó Tổng thống |
| William Jennings Bryan           | 1042                             | Thomas E. Watson                     | 469,5                                |
| Seymour F. Norton                | 321                              | Arthur Sewall                        | 257.5                                |
| Eugene V. Debs                   | 8                                |                                      |                                      |
| Ignatius L. Donnelly             | 3                                |                                      |                                      |
| Jacob S. Coxey                   | 1                                |                                      |                                      |
| -------------------------------- | -------------------------------- | ------------------------------------ | ------------------------------------ |

#### Đề cử của Đảng Cộng hòa Bạc
| Đề cử của Đảng Bạc năm 1896                    |                                                |
| William Jennings Bryan                         | Arthur Sewall                                  |
| cho Tổng thống                                 | cho Phó Tổng thống                             |
|                                                |                                                |
| Dân biểu Hoa Kỳ từ Khu 1, Nebraska (1891–1895) | Chủ tịch Đường sắt Trung tâm Maine (1884–1893) |

Đảng Bạc được thành lập vào năm 1892. Gần đầu năm đó, các thượng nghị sĩ Hoa Kỳ từ các bang sản xuất bạc (Colorado, Idaho, Nevada và Montana) bắt đầu phản đối các chính sách kinh tế của Tổng thống Benjamin Harrison và ủng hộ việc đúc bạc tự do. Thượng nghị sĩ Henry Teller thông báo với Thượng viện rằng nếu 2 đảng lớn không từ bỏ chính sách tài chính của mình thì 4 bang miền Tây sẽ ủng hộ đảng thứ 3. Tờ Portland Morning Oregonian đưa tin vào ngày 27 tháng 6 năm 1892, rằng Đảng Bạc được thành lập để theo đuổi chính sách này bạc tự do.
Những người dân ở Nevada đã kêu gọi tổ chức đại hội cấp bang vào ngày 5 tháng 6 năm 1892, chỉ vài ngày sau khi Đại hội toàn quốc của đảng Dân chủ kết thúc. Đại hội cho rằng rằng cả Đảng Cộng hòa và Đảng Dân chủ đều không giải quyết được mối lo ngại về bạc của các bang miền Tây và chính thức thành lập "Đảng Bạc Nevada". Đảng Bạc đã càn quét bang này vào năm 1892; James Weaver, ứng cử viên Đảng Nhân dân tranh cử Tổng thống với tư cách là thành viên Đảng Bạc, đã giành được 66,8% số phiếu bầu. Francis Newlands được bầu vào Hạ viện Hoa Kỳ với 72,5% số phiếu bầu. Người ủng hộ bạc nắm quyền kiểm soát cơ quan lập pháp, đảm bảo việc cử William Stewart vào Thượng viện Hoa Kỳ.
Sự thành công của Đảng Bạc Nevada đã thúc đẩy những đồng minh ở Colorado hành động; Tuy nhiên, Đảng Bạc Colorado chưa bao giờ được thành lập.
Trong cuộc bầu cử giữa kỳ năm 1894, Đảng Bạc vẫn là một đảng lớn ở Nevada. Nó quét sạch tất cả các văn phòng trên toàn tiểu bang, trước đây do đảng Cộng hòa nắm giữ. John Edward Jones được bầu làm Thống đốc với 50% phiếu bầu; Newlands tái đắc cử với 44%.
Sau thất bại của Đảng Dân chủ vào năm 1894, James Weaver bắt đầu vận động thành lập Đảng Bạc cấp quốc gia. Ông đã thay đổi cương lĩnh của Đảng Nhân dân từ năm 1892 và loại bỏ những mục ông cảm thấy sẽ gây khó chịu cho các đảng lớn hơn và bắt đầu vận động ủng hộ từ những người ủng hộ bạc trên khắp cả nước. Tuyên bố quan trọng đầu tiên của Đảng Bạc cấp quốc gia là một bài phát biểu gửi tới Liên đoàn Lưỡng kim Hoa Kỳ, được in trên tờ Emporia Daily Gazette vào ngày 6 tháng 3 năm 1895. Tuyên bố này đã giúp thăng chức Dân biểu Hoa Kỳ Joseph Sibley của Pennsylvania làm Chủ tịch Liên đoàn, lưu ý rằng ông còn nhận được cả sự ủng hộ của Đảng Cấm rượu.
Các nhà lãnh đạo Đảng Bạc đã gặp nhau tại Washington DC vào ngày 22 tháng 1 để thảo luận về việc tổ chức đại hội toàn quốc. Họ quyết định đợi cho đến sau đại hội của 2 đảng lớn trong trường hợp một trong số họ ủng hộ đúc tiền từ bạc. Tuy nhiên, chỉ vài ngày sau, những người điều hành đảng đã thuyết phục được các nhà lãnh đạo thay đổi đường lối. Vào ngày 29 tháng 1, các nhà lãnh đạo đã đưa ra lời kêu gọi tổ chức một đại hội toàn quốc tại St. Louis vào ngày 22 tháng 7. JJ Mott, Chủ tịch toàn quốc Đảng Bạc, đã nỗ lực rất nhiều để tìm cách thành lập đảng cấp tiểu bang, nhưng những nỗ lực của ông không mang lại kết quả đáng kể. Đại hội cấp bang Đảng Bạc ở Ohio chỉ có 20 người tham dự, mặc dù Chủ tịch của Liên đoàn Lưỡng kim, AJ Warner, sống ở đó.
Mặc dù hầu hết người ủng hộ bạc đều thúc đẩy việc đề cử Thượng nghị sĩ Teller, nhưng tình hình đã thay đổi sau khi Đảng Dân chủ đề cử William Jennings Bryan. Dân biểu Newlands đã đến Chicago với tư cách là khách mời chính thức của Đảng Bạc và ông kêu gọi vào ngày 10 tháng 7 rằng Đảng Bạc nên ủng hộ liên danh của Đảng Dân chủ. Chủ tịch Mott, người đang ở St. Louis để thực hiện những thu xếp cuối cùng cho Đại hội toàn quốc Đảng Bạc, nói với một phóng viên 5 ngày sau "Tất cả những gì Đảng Bạc muốn là bạc, và cương lĩnh của Đảng Dân chủ đã mang lại cho chúng tôi điều đó."
Vào ngày 25 tháng 7, cả Bryan và Arthur Sewall đều được nhất trí đề cử.

#### Đề cử của Đảng Dân chủ Quốc gia
| Vé của Đảng Dân chủ Quốc gia năm 1896         |                                       |
| John M. Palmer                                | Simon Bolivar Buckner                 |
| cho Tổng thống                                | cho Phó Tổng thống                    |
|                                               |                                       |
| Thượng nghị sĩ Hoa Kỳ từ Illinois (1891–1897) | Thống đốc Kentucky thứ 30 (1887–1891) |

##### Ứng cử viên khác
| Các ứng cử viên sau đây được sắp xếp theo số phiếu cao nhất từng nhận được qua các lần bỏ phiếu |                                                |                                                |                      |                                           |
| Edward S. Bragg                                                                                 | Henry Watterson                                | James Broadhead                                | Daniel W. Lawler     | Grover Cleveland                          |
|                                                                                                 |                                                |                                                |                      |                                           |
| Đại sứ Hoa Kỳ tại Mexico từ Wisconsin (1888–1889)                                               | Dân biểu Hoa Kỳ từ Khu 5, Kentucky (1876–1877) | Dân biểu Hoa Kỳ từ Khu 9, Missouri (1883–1885) | Luật sư từ Minnesota | Tổng thống Hoa Kỳ từ New York (1893-1897) |
| 130.5 phiếu                                                                                     | RL: Sau lần bỏ phiếu 1                         | TCTC                                           | TCTC                 | TCTC                                      |

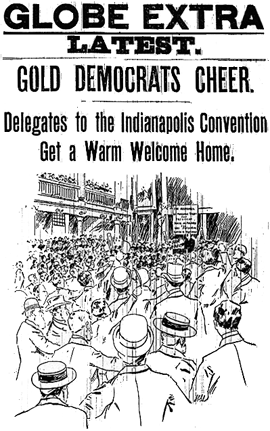
Đại hội toàn quốc Đảng Dân chủ “Vàng”

Đảng Dân chủ ủng hộ vàng đã phản đối sự đề cử của Bryan trong sự tức giận, tuyệt vọng và bối rối. Một số thành viên phái Bourbon ủng hộ vàng đã thúc giục thành lập một đảng mới. Để đáp lại, một hội nghị được triệu tập vội vã vào ngày 24 tháng 7 đã thành lập Đảng Dân chủ Quốc gia. Một hội nghị tiếp theo vào tháng 8 đã lên lịch cho một đại hội toàn quốc vào tháng 9 ở Indianapolis và gửi lời kêu gọi tới các thành viên Đảng Dân chủ. Trong đó, Đảng Dân chủ Quốc gia tự miêu tả họ là người thừa kế hợp pháp của các Tổng thống Jefferson, Jackson và Cleveland.
Các đại biểu từ 41 bang đã tập trung tại đại hội toàn quốc của Đảng Dân chủ Quốc gia ở Indianapolis vào ngày 2 tháng 9. Một số đại biểu dự định đề cử Cleveland, nhưng có một bức điện gửi đến nói rằng ông sẽ không tham gia tranh cử. Thượng nghị sĩ William Freeman Vilas từ Wisconsin, người soạn thảo cương lĩnh chính của Đảng Dân chủ Quốc gia, là người được các đại biểu yêu thích. Tuy nhiên, Vilas từ chối tranh cử để làm "con cừu hiến tế" của đảng. Người được lựa chọn thay vào đó là John M. Palmer, một cựu thượng nghị sĩ 79 tuổi đến từ Illinois. Simon Bolivar Buckner, cựu thống đốc bang Kentucky, 73 tuổi, được đề cử làm Phó Tổng thống. Liên danh, biểu tượng của sự hòa giải sau Nội chiến, có độ tuổi tổng cộng cao nhất so với bất kỳ liên danh nào khác trong lịch sử Hoa Kỳ.

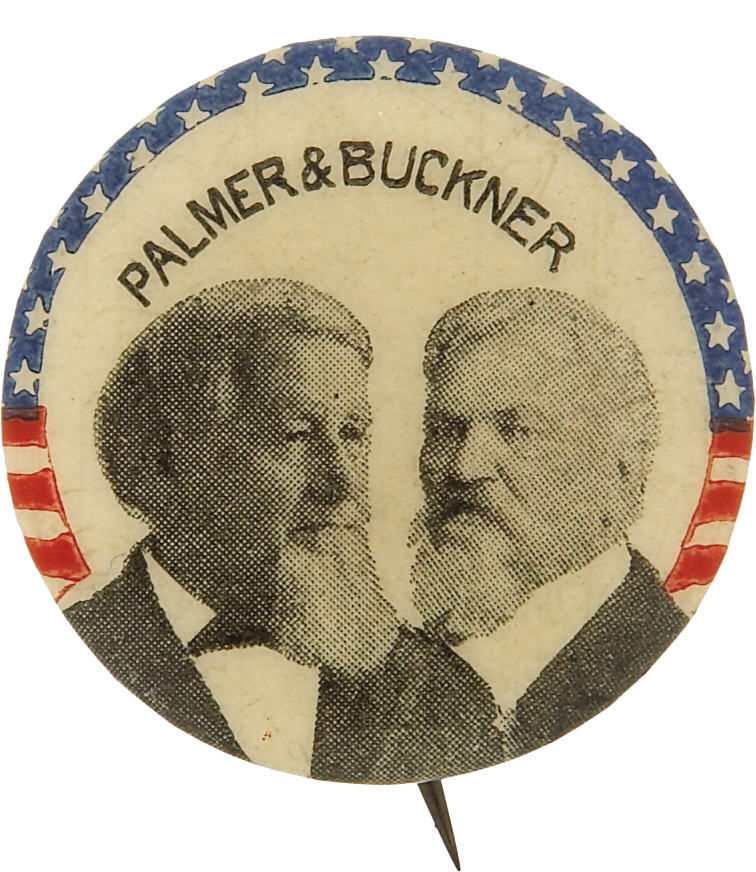
Khuy cài chiến dịch của Palmer/Buckner

Bất chấp tuổi tác đã cao, Palmer và Buckner vẫn bắt tay vào một chuyến công du diễn thuyết bận rộn, bao gồm cả những chuyến thăm tới hầu hết các thành phố lớn ở miền Đông. Điều này khiến họ nhận được sự tôn trọng đáng kể từ những người trung thành với đảng, mặc dù một số người cảm thấy họ khó giành được sự ủng hộ. Luật sư Kenesaw Mountain Landis viết: “Bạn sẽ cười phát ốm nếu nhìn thấy ông già Palmer”. "Ông ấy thực sự đã nghĩ trong đầu rằng mình đang tranh cử." Liên danh của Palmer được coi là một "phương tiện" để thu hút phiếu bầu cho McKinley, William Collins Whitney và Abram Hewitt, thủ quỹ của Đảng Dân chủ Quốc gia, đều nhận được sự hỗ trợ tài chính bí mật từ Mark Hanna. Bản thân Palmer đã nói tại một điểm dừng chiến dịch rằng nếu "đám đông khổng lồ này bỏ phiếu cho William McKinley vào thứ Ba tới, tôi sẽ không buộc tội họ." Thậm chí còn có một số thành viên hợp tác với Đảng Cộng hòa, đặc biệt là về vấn đề tài chính. Đảng Cộng hòa hy vọng rằng Palmer có thể thu hút đủ số phiếu bầu của Đảng Dân chủ từ Bryan để thắng các bang vùng biên và vùng Trung Tây. Trong một bức thư riêng, Hewitt nhấn rằng đảng Dân chủ Quốc gia giống như đang liên minh với Đảng Cộng hòa để chống lại Bryan.
Tuy nhiên, Đảng Dân chủ Quốc gia không chỉ đơn thuần là một lực lượng phụ trợ cho chiến dịch McKinley. Một mục tiêu quan trọng của nó là duy tri đảng qua cuộc bầu cử để hướng tới các chiến thắng trong tương lai. Họ liên tục mô tả thất bại sắp xảy ra của Bryan và màn thể hiện đáng tin cậy của Palmer, là mở đường cho việc giành lại Đảng Dân chủ từ tay phe ủng hộ bạc, và điều này thực sự đã xảy ra vào năm 1904.
| Phiếu bầu ứng cử viên Tổng thống |                                |                              |
| Lần bỏ phiếu                     | 1 (trước khi Đại hội làm việc) | 1 (sau khi Đại hội làm việc) |
| John M. Palmer                   | 757,5                          | 769,5                        |
| Edward S. Bragg                  | 130,5                          | 118,5                        |

## Chiến lược
Trong khi Đảng Cộng hòa bước vào năm 1896 với đầy hy vọng khi cho rằng Đảng Dân chủ đang rơi vào hỗn loạn và chiến thắng sẽ dễ dàng đến với họ, đặc biệt là sau chiến thắng long trời lở đất của Đảng Cộng hòa trong cuộc bầu cử quốc hội năm 1894, thế nhưng phản ứng đầy cảm xúc trên toàn quốc đối với việc Đảng Dân chủ đề cử Bryan đã thay đổi mọi thứ. Vào mùa hè, có vẻ như Bryan đã dẫn đầu ở miền Nam, miền Tây và có lẽ cả ở Trung Tây.  Chiến dịch của McKinley đã buộc phải ra một chiến lược hoàn toàn mới. Mục tiêu của nó là làm sáng tỏ vấn đề tiền tệ cho cử tri để chứng minh những sai lầm của người ủng hộ bạc và miêu tả bản thân Bryan là một kẻ nguy hiểm. McKinley thì được miêu tả là nhà vô địch về việc làm và an toàn tiền tệ, với những đề xuất về mức thuế cao của ông đảm bảo mang lại sự thịnh vượng cho mọi người. Chiến dịch của McKinley mang tính chất quốc gia và tập trung vào Ủy ban toàn quốc Đảng Cộng hòa như một "công cụ" của ứng cử viên, thay vì là "công cụ" của các bang. Hơn nữa, chiến dịch của McKinley nhấn mạnh cam kết của ông đối với sự thịnh vượng chung cho tất cả các nhóm xã hội (bao gồm cả các nhóm thiểu số).

### Tài chính
Chiến dịch của McKinley đã phát minh ra một hình thức tài trợ chiến dịch mới mà đã thống trị nền chính trị Hoa Kỳ kể từ đó. Thay vì yêu cầu những người nắm giữ chức vụ cắt một khoản lương để đóng góp thì Hanna đã đến gặp các nhà tài chính, các nhà công nghiệp để thực hiện những trao đổi về mặt kinh doanh. Ông ấy giải thích rằng Bryan sẽ thắng nếu không có chuyện gì xảy ra, và nếu chiến dịch McKinley có một pha phản công và giành thắng lợi thì điều này sẽ rất có lợi cho các doanh nghiệp. Sau đó, ông đặt vấn đề về giá trị của doanh nghiệp sẽ nhiều đến mức nào nếu Bryan không làm Tổng thống. Có thể thấy, Hanna đã vượt ra ngoài chiến dịch đảng phái và vận động gây quỹ tranh cử giống như cách của một doanh nhân. Ông ấy đã huy động được 3,5 triệu đô la. Hanna còn mời chủ ngân hàng Charles G. Dawes đến điều hành văn phòng của mình ở Chicago và chi khoảng 2 triệu đô la để vận động tại các khu vực quan trọng.
Trong khi đó, các nhà tài trợ truyền thống của Đảng Dân chủ (hầu hết đến từ vùng Đông Bắc) đều từ chối ủng hộ Bryan, mặc dù ông cuối cùng cũng huy động được khoảng 500.000 USD. Một số trong số đó đến từ các doanh nhân quan tâm đến việc khai thác bạc.
Sự chênh lệch tài chính ngày càng rõ khi đảng Cộng hòa tài trợ cho nhiều cuộc biểu tình, bài phát biểu và diễu hành đốt đuốc, cũng như hàng trăm triệu tờ rơi tấn công Bryan và ca ngợi McKinley. Thiếu một hệ thống gây quỹ có hệ thống, Bryan không thể thu hút được những người ủng hộ tiềm năng của mình và ông phải xin tiền từ người ủng hộ. Chủ tịch toàn quốc Jones đã buộc phải  xin, "Dù số tiền nhỏ đến đâu, dù đóng góp có khiêm tốn đến đâu, hãy để những người bạn của tự do và danh dự quốc gia đóng góp tất cả những gì họ có."

### Đảng Cộng hòa tấn công Bryan

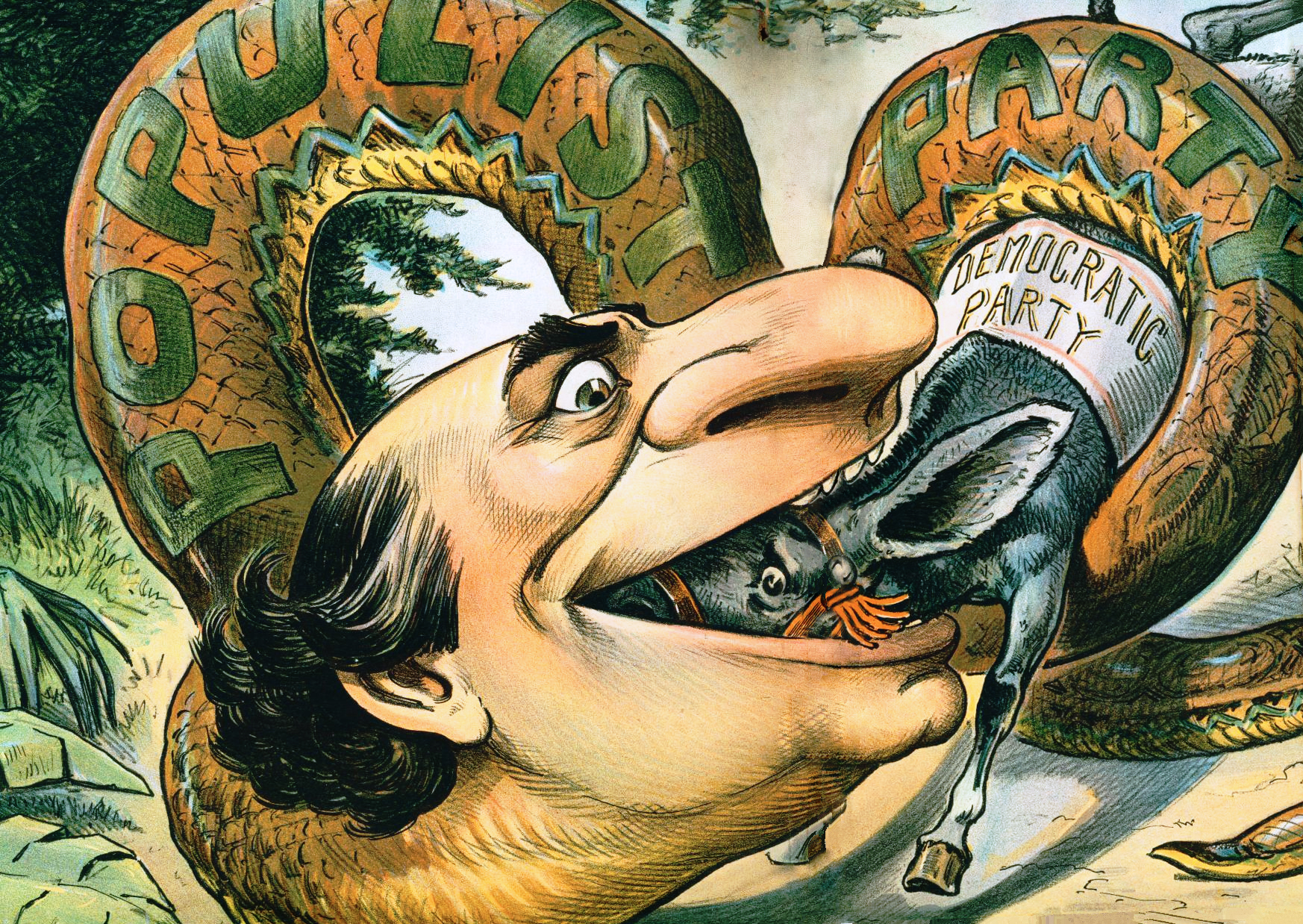
Những người bảo thủ cho rằng Bryan (con rắn - hoán dụ cho Đảng Dân túy) đang chiếm lấy (nuốt chửng) Đảng Dân chủ (con la - hoán dụ cho Đảng Dân chủ). Ảnh từ tạp chí "Thẩm phán", 1896.

Càng ngày, đảng Cộng hòa càng gia tăng các cuộc tấn công của họ nhằm vào Bryan khi miêu tả ông là một kẻ cuồng tín nguy hiểm.Họ tuyên truyền rằng Bryan giống như một kẻ liều lĩnh có chính sách phá hủy hệ thống kinh tế. Thống đốc Illinois John Peter Altgeld cũng đang tái tranh cử sau khi ân xá cho một số kẻ vô chính phủ bị kết án trong vụ Haymarket. Các áp phích và bài phát biểu của Đảng Cộng hòa cho rằng Altgeld và Bryan là hai kẻ theo chủ nghĩa vô chính phủ nguy hiểm. Đảng Cộng hòa đã dùng mọi chiến thuật để chế nhạo các chính sách kinh tế của Bryan. Một lần, họ đã in những tờ đô la giả có gương mặt của Bryan và in dòng chữ "IN GOD WE TRUST. . . CHO 53 XU KHÁC", ý nói một tờ đô la sẽ chỉ có giá trị 47 xu nếu nó được cung ứng bằng bạc thay vì vàng.

### Phản ứng dân tộc
Đảng Dân chủ ở các thành phố miền Đông và Trung Tây đáng ra phải có được sự ủng hộ của nhiều người Công giáo gốc Đức sống ở đây nhưng họ lại bị xa lánh vì chính sách bạc tự do và lạm phát của mình. Họ tỏ ra không mấy hào hứng với Bryan, mặc dù nhiều người lo lắng rằng chiến thắng của Đảng Cộng hòa sẽ khiến lệnh cấm rượu có hiệu lực.  Người Công giáo gốc Ireland không thích lối hùng biện mang tính phục hưng của Bryan và cũng lo lắng về sự cấm rượu. Tuy nhiên, các nhà lãnh đạo của họ lại quyết định ủng hộ Bryan, vì phái Bourbon với đa số doanh nhân đã cạch mặt với đảng khiến người Ireland ngày càng trở nên quyền lực. 

### Công đoàn lao động và công nhân lành nghề
Chiến dịch của Bryan trước hết thu hút được rất nhiều nông dân. Họ tuyên truyền với người lao động thành thị rằng họ chỉ có thể trở lại thịnh vượng nếu nông dân trở nên giàu có trước. Bryan đã nêu quan điểm này một cách thẳng thắn trong bài phát biểu "Thập giá vàng", đọc ở Chicago, nơi mà 25 năm sau thực sự đã bị đốt cháy: "Hãy đốt cháy các thành phố của các người và để lại trang trại của chúng tôi, thì các thành phố của các người sẽ mọc lên trở lại; nhưng một khi đã phá hủy các trang trại của chúng tôi thì cỏ sẽ mọc trên đường phố của mọi thành phố trong cả nước." Việc đặt cạnh nhau các cụm từ "trang trại của chúng tôi" và "thành phố của các người" đã làm phật lòng dân thành thị, nơi đã bỏ phiếu với tỷ lệ 59% cho McKinley. Trong số các thành phố công nghiệp, Bryan chỉ thắng 2 thành phố (Troy, New York và Fort Wayne, Indiana).
Các công đoàn lao động chính miễn cưỡng ủng hộ Bryan vì các thành viên của họ lo ngại lạm phát.  Trong khi đó, các công nhân đường sắt đặc biệt lo lắng rằng các chính sách ủng hộ bạc của Bryan sẽ làm phá sản các công ty đường sắt, vốn đang trong tình trạng tài chính suy kiệt trong thời kỳ suy thoái và trái phiếu của họ đang được thanh toán bằng vàng. Công nhân nhà máy không thấy lạm phát có lợi gì đối với các thợ mỏ và nông dân, vì chi phí sinh hoạt của họ sẽ tăng cao và họ sẽ gặp tổn thất. Chiến dịch của McKinley dành sự quan tâm đặc biệt đến những người lao động có tay nghề cao, đặc biệt là ở vùng Trung Tây và các bang lân cận. Các cuộc thăm dò bí mật cho thấy phần lớn công nhân đường sắt và nhà máy đã bỏ phiếu cho McKinley.

## Tổng tuyển cử

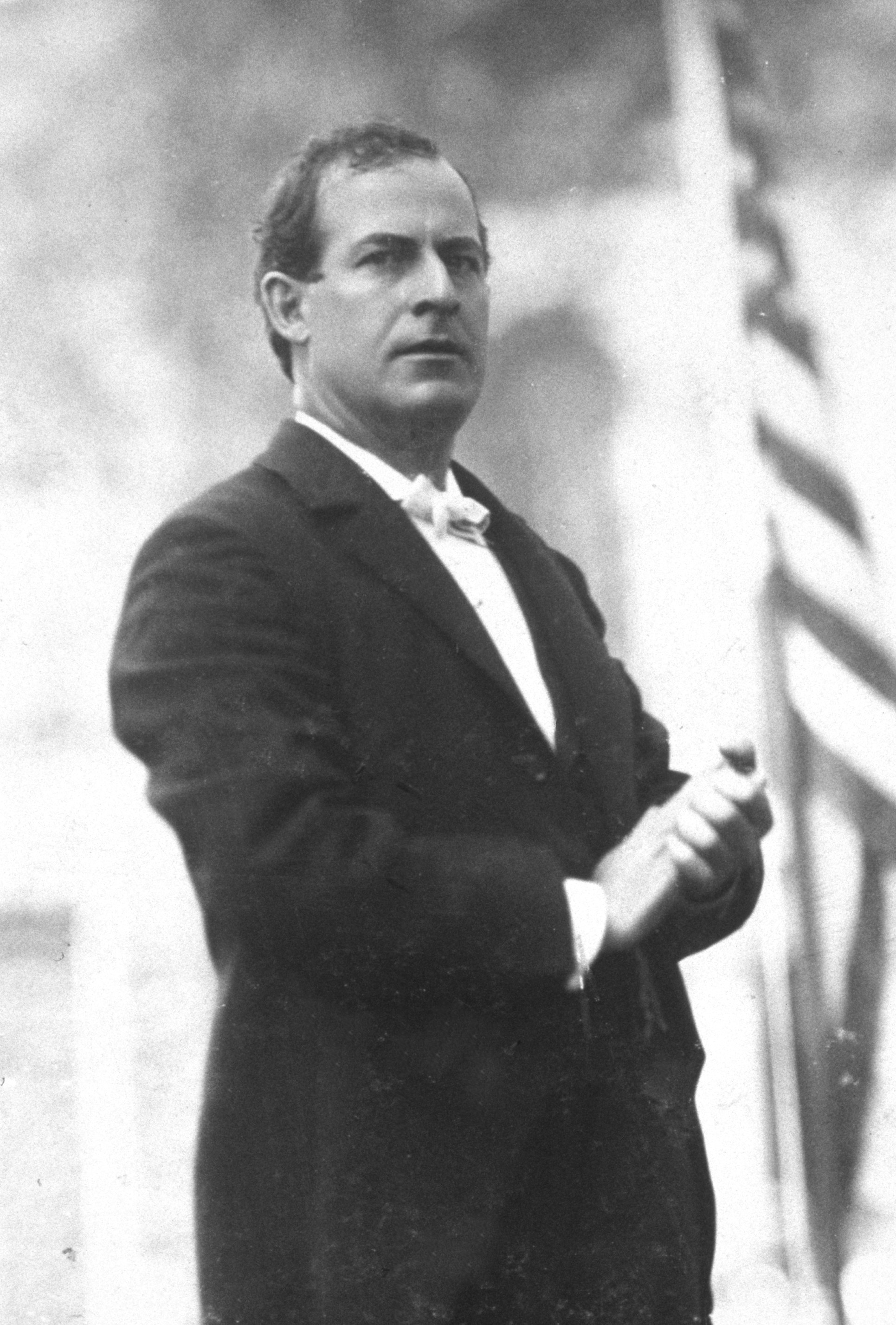
Giọng nói đầy nội lực và chiều cao của Bryan đã gây ấn tượng sâu sắc với nhiều cử tri

Trong suốt chiến dịch, các bang miền Nam và miền núi dường như chắc chắn bỏ phiếu cho Bryan, trong khi miền Đông chắc chắn bỏ phiếu cho McKinley. Tâm điểm của chiến dịch là các bang Trung Tây và các bang vùng biên.

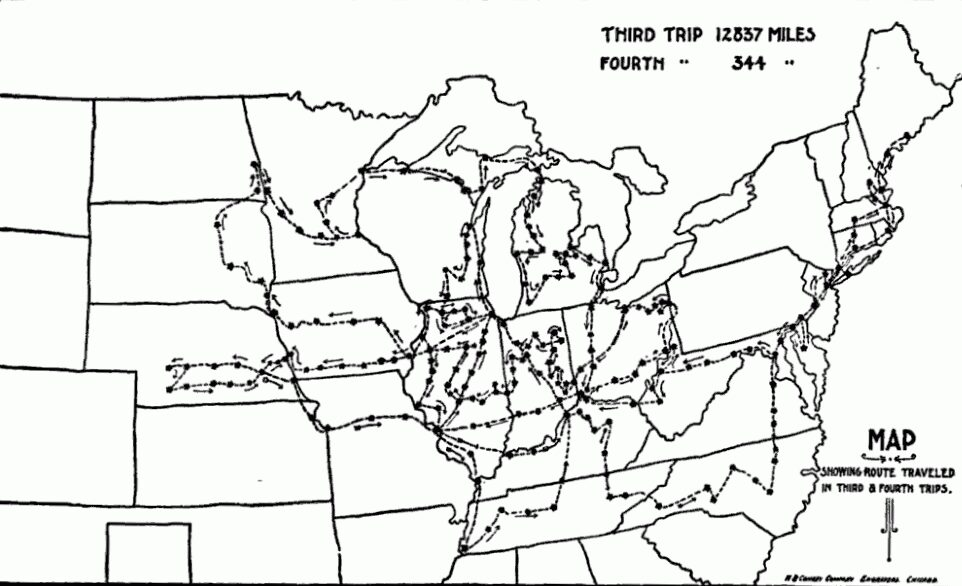
Bryan đã đi 18.000 dặm trong 3 tháng ở các bang Trung Tây quan trọng.

Đảng Cộng hòa đã tích lũy một quỹ chiến dịch lớn chưa từng có ở mọi cấp độ: quốc gia, tiểu bang và địa phương. Thẳng thắn và tránh xa các tờ báo truyền thống của đảng, Bryan quyết định cơ hội tốt nhất để giành chiến thắng trong cuộc bầu cử là thực hiện một chuyến đi diễn thuyết sôi nổi trên toàn quốc bằng tàu hỏa. Lời hùng biện mạnh mẽ về cái mà ông gọi là chiến dịch "thập tự chinh" của ông trước lượng khán giả khổng lồ sẽ khiến chiến dịch tranh cử của ông trở thành một câu chuyện đáng đưa tin, và ông có thể nói chuyện trực tiếp với cử tri thay vì thông qua các bài xã luận. Ông là ứng cử viên tổng thống đầu tiên kể từ Stephen Douglas năm 1860 trực tiếp vận động tranh cử và là người đầu tiên đi khắp đất nước và gặp gỡ trực tiếp cử tri.
Sự mới lạ khi được nhìn thấy một ứng cử viên Tổng thống đến thăm, kết hợp với tài hùng biện lôi cuốn của Bryan, đã thu hút những đám đông khổng lồ. Những người ủng hộ bạc chào đón người hùng của họ bằng những lễ kỷ niệm kéo dài cả ngày với các cuộc diễu hành, ban nhạc, bữa ăn dã ngoại, những bài phát biểu bất tận và những cuộc mít tinh ủng hộ bất diệt. Bryan tập trung nỗ lực vào các bang Trung Tây, nơi mọi người đều đồng ý sẽ là chiến trường quyết định cho cuộc bầu cử. Chỉ trong 100 ngày, Bryan đã có hơn 500 bài phát biểu trước hàng triệu người. Kỷ lục của ông là đã đưa ra 36 bài phát biểu trong một ngày ở St. Louis. Chỉ dựa vào vài giờ ngủ mỗi đêm, ông đã đi 18.000 dặm bằng đường sắt để nói chuyện với 5 triệu người ủng hộ của mình.

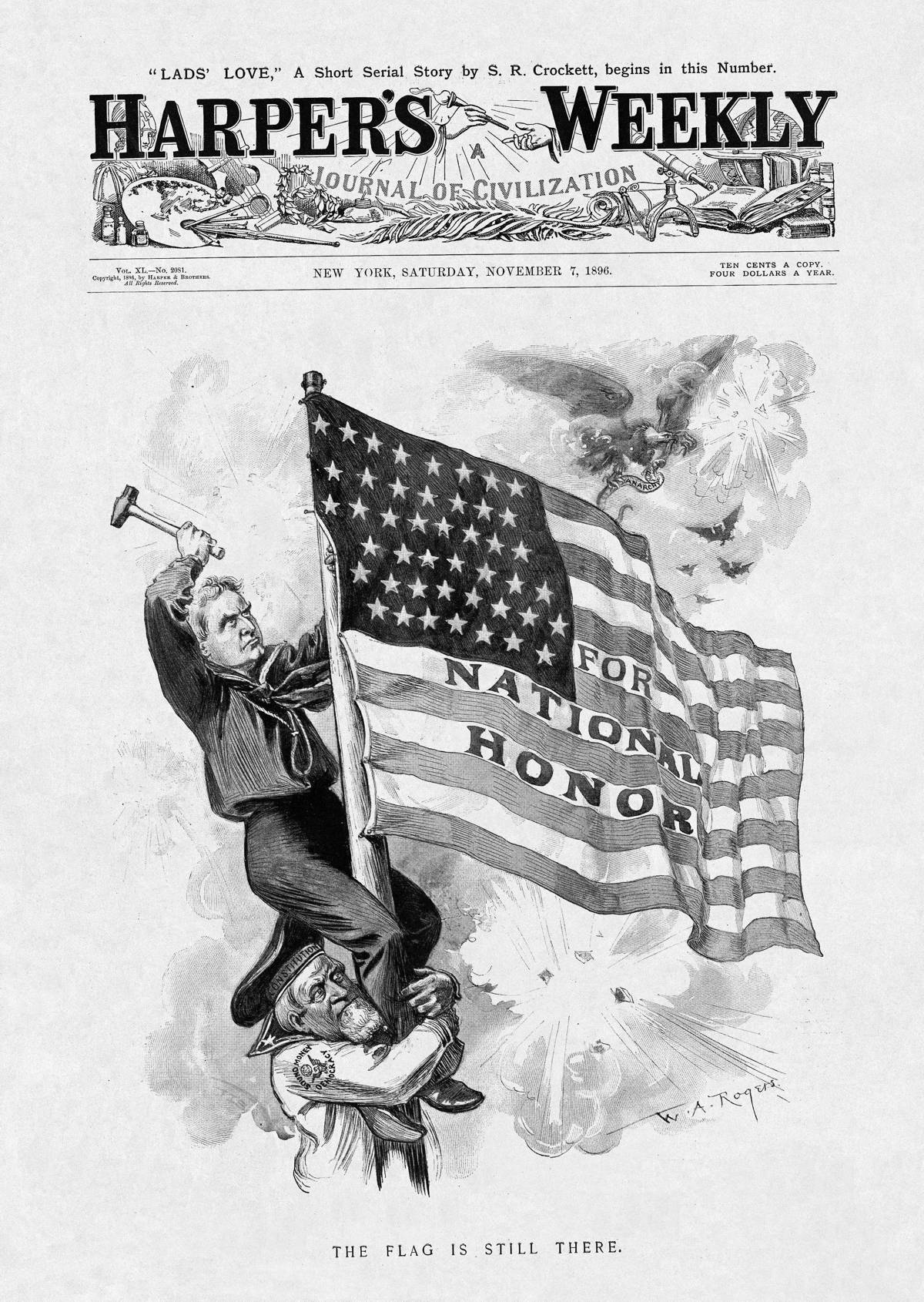
Đảng Dân chủ Quốc gia đã hạ gục Bryan bằng cách chia rẽ phiếu bầu ủng hộ cho Đảng Dân chủ và lên án cương lĩnh của ông.

Ngược lại với những nỗ lực đáng kể của Bryan, McKinley đã tiến hành một chiến dịch "trước hiên nhà" từ nhà của ông ở Canton, Ohio. Thay vì bắt McKinley đi gặp cử tri, Mark Hanna đã đưa 500.000 cử tri đi tàu đến nhà McKinley. Khi đến đó, McKinley sẽ chào đón những người ủng hộ từ hiên nhà của mình. Đội ngũ nhân viên được tổ chức bài bản của ông đã chuẩn bị cả câu hỏi cho các đoàn khách đến thăm và lên sẵn các câu trả lời cho ông, mỗi ngày ông và người ủng hộ lại trao đổi về các chủ đề khác nhau. Các câu trả lời sau đó sẽ xuất hiện trên tờ báo vào ngày hôm sau. McKinley cho rằng những cải cách kinh tế và xã hội do Bryan đề xuất là mối đe dọa nghiêm trọng đối với nền kinh tế quốc gia. Khi cuộc suy thoái sau Hoảng loạn 1893 sắp kết thúc, sự ủng hộ dành cho các chính sách kinh tế bảo thủ hơn của McKinley ngày càng tăng, trong khi các chính sách cấp tiến hơn của Bryan bắt đầu mất đi sự ủng hộ của nông dân Trung Tây và công nhân nhà máy.
Để đảm bảo chiến thắng, Hanna đã trả tiền cho một số lượng lớn các nhà hùng biện của Đảng Cộng hòa (bao gồm cả Theodore Roosevelt) để đi khắp đất nước tuyên truyền Bryan là một kẻ cực đoan nguy hiểm. Cũng có báo cáo rằng một số cử tri có khả năng ủng hộ đảng Dân chủ đã bị đe dọa và phải bỏ phiếu cho McKinley. Ví dụ, một số chủ nhà máy đã dán biển một ngày trước cuộc bầu cử thông báo rằng, nếu Bryan thắng cử, nhà máy sẽ đóng cửa và công nhân sẽ mất việc làm.
Bryan đã phải bận rộn hơn bao giờ hết ở các bang Trung Tây khi chiến dịch phản công dữ dội của Đảng Cộng hòa tỏ ra hiệu quả. Bryan đã dành phần lớn tháng 10 ở Trung Tây, đưa ra 160 trong số 250 bài phát biểu cuối cùng của mình ở đó. Morgan cho rằng "sự có tổ chức, sự hòa hợp của đảng Cộng hòa cũng như chiến dịch tuyên truyền bằng chữ in" có hiệu quả hơn các bài phát biểu của Bryan.
Một số cố vấn của Bryan đã đề xuất vận động bổ sung ở các bang Thượng Nam như Kentucky, Tây Virginia, Maryland và Delaware. Một kế hoạch khác kêu gọi một chuyến công du từ bang Washington đến Nam California. Tuy nhiên, Bryan đã chọn tập trung ở Trung Tây và khởi động một chuyến công du đến vùng Đông Bắc có nhiều đảng viên Cộng hòa. Bryan không thấy có cơ hội chiến thắng ở New England, nhưng cảm thấy rằng mình cần tạo ra sức hấp dẫn thực sự trên toàn quốc. Vào ngày bầu cử, kết quả từ tại Bờ Tây và vùng Thượng Nam sẽ là kết quả sít sao nhất của cuộc bầu cử.

## Kết quả
McKinley đã giành được chiến thắng trong đại cử tri đoàn bằng cách thắng hầu hết miền Đông và Đông Bắc, trong khi Bryan đã thể hiện tốt ở miền Nam, miền Tây và vùng nông thôn Trung Tây. Số lượng rất lớn người Mỹ gốc Đức đã ủng hộ McKinley, người đã giành được đa số phiếu trong tầng lớp trung lưu, công nhân nhà máy lành nghề, công nhân đường sắt và nông dân giàu có.
Phiếu phổ thông toàn quốc của 2 ứng cử viên khá sít sao, khi McKinley đánh bại Bryan với 602.500 phiếu bầu, giành được 51% so với 46,7% của Bryan. Nếu như có sự thay đổi ở 53.000 phiếu bầu ở California, Kentucky, Ohio và Oregon, Bryan sẽ thắng cử mặc dù McKinley giành được đa số phiếu phổ thông, nhưng do có sự liên minh của Đảng Dân chủ và Đảng Dân túy, điều này cũng có thể khiến Hobart và Sewell thiếu một ít so với 224 phiếu đại cử tri cần thiết để giành được chức Phó Tổng thống, và do đó, buộc phải tổ chức một cuộc bầu cử phụ tại Thượng viện.
Đảng Dân chủ Quốc gia không thắng được bang nào, nhưng họ đã chia rẽ phiếu bầu cho Đảng Dân chủ ở một số bang và giúp Đảng Cộng hòa thắng Kentucky; Đảng Dân chủ Quốc gia thậm chí nhận được số phiếu bầu còn cao hơn cách biệt rất sít sao của McKinley ở đây. Đây là lần đầu tiên một ứng cử viên Tổng thống của Đảng Cộng hòa thắng Kentucky, và họ sẽ không làm được như vậy nữa cho đến khi Calvin Coolidge thắng tại đây vào năm 1924. Từ đó, có thể kết luận rằng Palmer đã bòn rút số phiếu bầu cho đảng Dân chủ và do đó giúp McKinley thắng bang này. Tuy nhiên, McKinley vẫn sẽ giành chiến thắng trong cuộc tổng tuyển cử ngay cả khi ông thua Bryan ở Kentucky.
Thị trưởng Tom L. Johnson của Cleveland, Ohio đã tóm tắt chiến dịch này là “cuộc biểu tình lớn đầu tiên của người dân Mỹ chống lại sự độc quyền – cuộc đấu tranh vĩ đại đầu tiên của quần chúng nhân dân trong nước chống lại giai cấp thượng lưu”.
Một nghiên cứu năm 2022 cho thấy mỗi chuyến đi phát biểu của Bryan giúp tăng tỷ lệ phiếu bầu của ông lên trung bình một điểm phần trăm.

### Tổng quan
McKinley nhận được khoảng bảy triệu phiếu bầu trong khi Bryan giành được khoảng sáu triệu rưỡi phiếu bầu, nhiều hơn khoảng 800.000 phiếu bầu so với Cleveland năm 1892. Bryan giành được nhiều phiếu bầu hơn cả các ứng cử viên Đảng Dân chủ trong các năm 1900, 1904 và 1912. Tuy nhiên, ông giành được ít hơn một chút so với tổng số phiếu bầu cho các ứng cử viên của Đảng Dân chủ và Dân túy vào năm 1892. Ngược lại, McKinley nhận được nhiều hơn gần 2.000.000 phiếu bầu so với số phiếu bầu mà Benjamin Harrison, ứng cử viên Đảng Cộng hòa, giành được vào năm 1892. Số phiếu bầu của Đảng Cộng hòa sẽ tăng nhẹ trong thập kỷ tới.

### Tái định hình nền chính trị
Cuộc bầu cử tổng thống năm 1896 thường được coi là một cuộc bầu cử tái định hình, mà các quan điểm của McKinley về một chính quyền trung ương mạnh mẽ, một nền công nghiệp lớn, thuế bảo hộ và bản vị vàng đã chiến thắng.  Hệ thống Đảng phái thứ tư mới sau đó đã ra đời, thay thế Hệ thống Đảng phái thứ ba có khởi nguồn từ Nội chiến. Đảng Cộng hòa lúc đó sẽ thường thống trị ở các bang lớn và trên toàn quốc cho đến cuộc bầu cử năm 1932, một cuộc bầu cử tái định hình khác với chiến thắng của Franklin Roosevelt và sự ra đời của Hệ thống Đảng phái thứ năm. Phillips lập luận rằng McKinley là đảng viên Đảng Cộng hòa duy nhất có thể đánh bại Bryan - ông kết luận rằng các ứng cử viên từ miền Đông sẽ có kết quả tồi tệ trước Bryan, vốn sinh ra ở Illinois thuộc vùng Trung Tây vô cùng quan trọng. Mặc dù Bryan được cử tri nông thôn yêu thích, nhưng "McKinley lại thu hút một nước Mỹ đang đô thị hóa và công nghiệp hóa."

### Kết quả theo địa lý

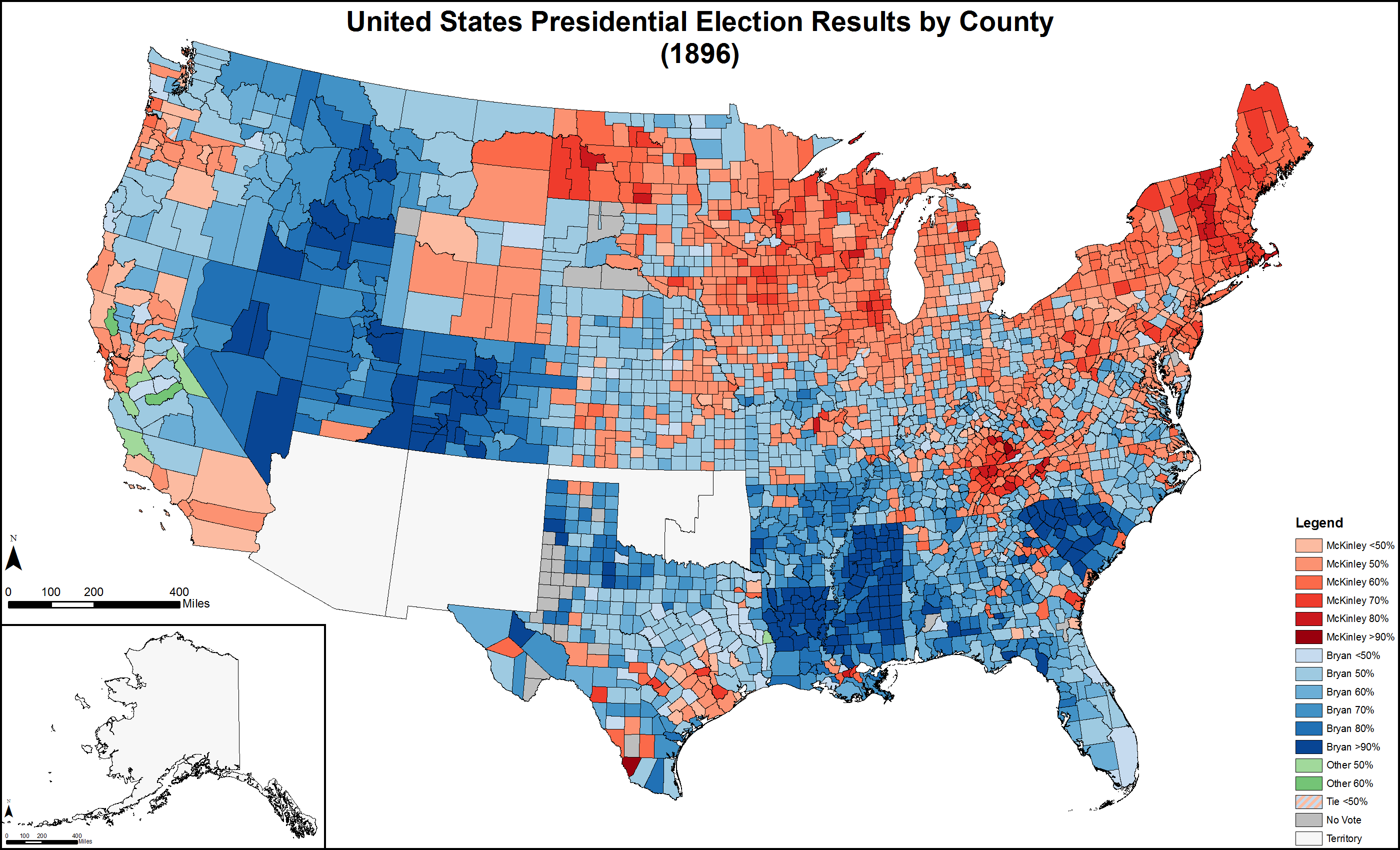
Kết quả theo quận, tô sắc theo phần trăm phiếu bầu cho ứng cử viên giành chiến thắng. Màu đỏ dành cho McKinley (Đảng Cộng hòa), màu xanh lam dành cho Bryan (Đảng Dân chủ) và màu xanh lá cây dành cho ứng cử viên "Khác".

Một nửa tổng số phiếu bầu của cả nước nằm ở 8 bang mà McKinley thắng (New York, New Jersey, Pennsylvania, Ohio, Indiana, Illinois, Michigan, Wisconsin). Ở những bang này, Bryan không chỉ thua xa ứng cử viên Đảng Cộng hòa mà còn giành được số phiếu chưa bằng nửa số phiếu cho McKinley.
Bryan chỉ giành chiến thắng ở 12 trong số 82 thành phố ở Hoa Kỳ với dân số trên 45.000 người và 7 trong số đó ở miền Nam. Ở các bang mà Bryan thắng, 7 trong số 17 thành phố đã bỏ phiếu cho McKinley trong khi ở các bang bỏ phiếu cho McKinley, chỉ có 3 trong số 65 thành phố bỏ phiếu cho Bryan. Bryan thua mọi quận ở New England và chỉ thắng một quận ở New York, Bryan thậm chí còn thua ở Thành phố New York có truyền thống ủng hộ Đảng Dân chủ.
Chỉ riêng ở New England, nơi đảng Cộng hòa thắng; số phiếu của Đảng Cộng hòa (614.972) nhiều gấp đôi số phiếu của Đảng Dân chủ (242.938), Đảng Cộng hòa đã thắng tất cả quận ở vùng này.
Ở cả vùng Trung Tây Bắc và Bờ Tây, McKinley đều dẫn trước sít sao. Tuy nhiên, trong những vùng này, Bryan lại thắng được các bang Missouri, Nam Dakota, Nebraska, Kansas và Washington.
Ở vùng Nam Đại Tây Dương và vùng Trung Đông Nam, đảng Dân chủ dẫn trước rõ rệt, còn ở vùng Trung Tây Nam và miền Núi, số phiếu bầu cho Bryan cao hơn áp đảo. Trong 4 khu vực này, bao gồm 21 tiểu bang, McKinley chỉ thắng 322 quận và 4 tiểu bang - Delaware, Maryland, West Virginia và Kentucky.
Một đặc điểm thú vị của cuộc bầu cử tại 22 trong số 45 bang đó là luôn có một ứng cử viên dẫn trước áp đảo. McKinley áp đảo ở mọi bang New England cùng với New York, Pennsylvania và Illinois. Trong khi đó, Bryan áp đảo ở 8 bang miền Nam và 5 bang miền núi. Do đó, đánh dấu bắt đầu của sự phân hóa vùng, một đặc trưng tiêu biểu của Hệ thống Đảng phái thứ tư. Đây là cuộc bầu cử cuối cùng mà Đảng Dân chủ thắng Nam Dakota cho đến năm 1932, cuộc bầu cử cuối cùng mà Đảng Dân chủ thắng Utah và Washington cho đến năm 1916, và là cuộc bầu cử cuối cùng mà Đảng Dân chủ thắng Kansas và Wyoming cho đến năm 1912. Đây cũng là lần cuối cùng Nam Dakota và Washington không bỏ phiếu cho Đảng Cộng hòa cho đến khi họ bỏ phiếu cho Đảng Cấp tiến vào năm 1912. Đây cũng là cuộc bầu cử duy nhất một đảng viên Đảng Cộng hòa giành được chức tổng thống mà không thắng được Kansas, South Dakota, Utah hoặc Wyoming. Ngày nay đây là những bang ủng hộ Đảng Cộng hòa vững chắc và không ủng hộ một ứng cử viên nào của Đảng Dân chủ kể từ chiến thắng của Lyndon Johnson vào năm 1964. Đây là 1 trong 2 lần Idaho và Montana ủng hộ một đảng viên Đảng Dân chủ thua cuộc (cùng với năm 1900) và là 1 trong 2 lần Nebraska làm như vậy (cùng với năm 1908). Đây là lần đầu tiên đảng Cộng hòa giành chiến thắng mà không thắng Colorado.
| Ứng cử viên Tổng thống         | Đảng                           | Bang nhà                       | Phiếu Phổ thông                | Phiếu Phổ thông                | Phiếu Đại cử tri | Đồng tranh cử              | Đồng tranh cử  | Đồng tranh cử    |
| Ứng cử viên Tổng thống         | Đảng                           | Bang nhà                       | Số phiếu                       | %                              | Phiếu Đại cử tri | Ứng cử viên Phó Tổng thống | Bang nhà       | Phiếu Đại cử tri |
| ------------------------------ | ------------------------------ | ------------------------------ | ------------------------------ | ------------------------------ | ---------------- | -------------------------- | -------------- | ---------------- |
| William McKinley Jr.           | Cộng hòa                       | Ohio                           | 7,111,607                      | 51.03%                         | 271              | Garret Augustus Hobart     | New Jersey     | 271              |
| William Jennings Bryan         | Dân chủ-Dân túy-Bạc            | Nebraska                       | 6,509,052(a)                   | 46.70%                         | 176              | Arthur Sewall(b)           | Maine          | 149              |
| William Jennings Bryan         | Dân chủ-Dân túy-Bạc            | Nebraska                       | 6,509,052(a)                   | 46.70%                         | 176              | Thomas Edward Watson(c)    | Georgia        | 27               |
| John McAuley Palmer            | Dân chủ Quốc gia               | Illinois                       | 134,645                        | 0.97%                          | 0                | Simon Bolivar Buckner      | Kentucky       | 0                |
| Joshua Levering                | Cấm rượu                       | Maryland                       | 131,312                        | 0.94%                          | 0                | Hale Johnson               | Illinois       | 0                |
| Charles Horatio Matchett       | Lao động Xã hội                | New York                       | 36,373                         | 0.26%                          | 0                | Matthew Maguire            | New Jersey     | 0                |
| Charles Eugene Bentley         | Cấm rượu Quốc gia              | Nebraska                       | 13,968                         | 0.10%                          | 0                | James Haywood Southgate    | North Carolina | 0                |
| Khác                           | Khác                           | Khác                           | 1,570                          | 0.01%                          | —                | Khác                       | Khác           | —                |
| Tổng cộng                      | Tổng cộng                      | Tổng cộng                      | 13,936,957                     | 100%                           | 447              |                            |                | 447              |
| Cần thiết để giành chiến thắng | Cần thiết để giành chiến thắng | Cần thiết để giành chiến thắng | Cần thiết để giành chiến thắng | Cần thiết để giành chiến thắng | 224              |                            |                | 224              |

(a) Bao gồm 912,241 phiếu bầu cho Đảng Dân túy
(b) Sewall là đồng tranh cử tại Đảng Dân chủ của Bryan
(c) Watson là đồng tranh cử tại Đảng Dân túy của Bryan
| \| Phiếu Phổ thông \| Phiếu Phổ thông \| Phiếu Phổ thông \| Phiếu Phổ thông \| Phiếu Phổ thông \| \| --------------- \| --------------- \| --------------- \| --------------- \| --------------- \| \| \| \| \| \| \| \| McKinley \| McKinley \| \| 51.02% \| 51.02% \| \| Bryan (D) \| Bryan (D) \| \| 40.07% \| 40.07% \| \| Bryan (P) \| Bryan (P) \| \| 6.54% \| 6.54% \| \| Palmer \| Palmer \| \| 0.96% \| 0.96% \| \| Levering \| Levering \| \| 0.90% \| 0.90% \| \| Matchett \| Matchett \| \| 0.26% \| 0.26% \| \| Bryan (S) \| Bryan (S) \| \| 0.15% \| 0.15% \| \| Khác \| Khác \| \| 0.01% \| 0.01% \| |           |  |        |        |
| Phiếu Phổ thông |           |  |        |        |
| |           |  |        |        |
| McKinley | McKinley  |  | 51.02% | 51.02% |
| Bryan (D) | Bryan (D) |  | 40.07% | 40.07% |
| Bryan (P) | Bryan (P) |  | 6.54%  | 6.54%  |
| Palmer | Palmer    |  | 0.96%  | 0.96%  |
| Levering | Levering  |  | 0.90%  | 0.90%  |
| Matchett | Matchett  |  | 0.26%  | 0.26%  |
| Bryan (S) | Bryan (S) |  | 0.15%  | 0.15%  |
| Khác | Khác      |  | 0.01%  | 0.01%  |

| \| Phiếu Đại cử tri \| Phiếu Đại cử tri \| Phiếu Đại cử tri \| Phiếu Đại cử tri \| Phiếu Đại cử tri \| \| ---------------- \| ---------------- \| ---------------- \| ---------------- \| ---------------- \| \| \| \| \| \| \| \| McKinley \| McKinley \| \| 60.63% \| 60.63% \| \| Bryan (D) \| Bryan (D) \| \| 31.77% \| 31.77% \| \| Bryan (P) \| Bryan (P) \| \| 6.94% \| 6.94% \| \| Bryan (S) \| Bryan (S) \| \| 0.67% \| 0.67% \| |           |  |        |        |
| Phiếu Đại cử tri |           |  |        |        |
| |           |  |        |        |
| McKinley | McKinley  |  | 60.63% | 60.63% |
| Bryan (D) | Bryan (D) |  | 31.77% | 31.77% |
| Bryan (P) | Bryan (P) |  | 6.94%  | 6.94%  |
| Bryan (S) | Bryan (S) |  | 0.67%  | 0.67%  |

### Thư viện Kết quả

Kết quả Bầu cử chi tiết

Kết quả theo quận, được tô sắc theo phần trăm phiếu bầu

#### Kết quả theo bản đồ

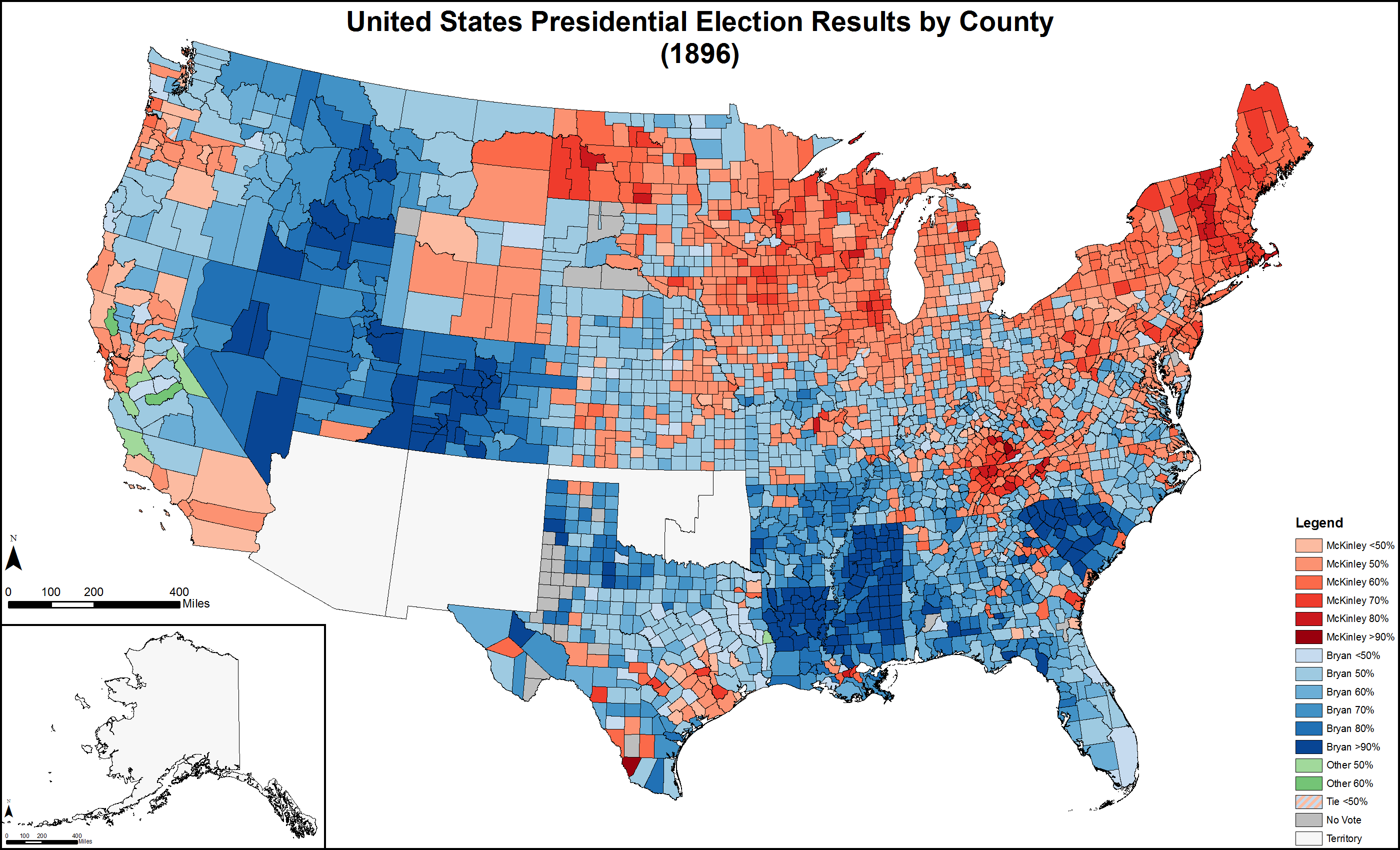
Kết quả theo quận
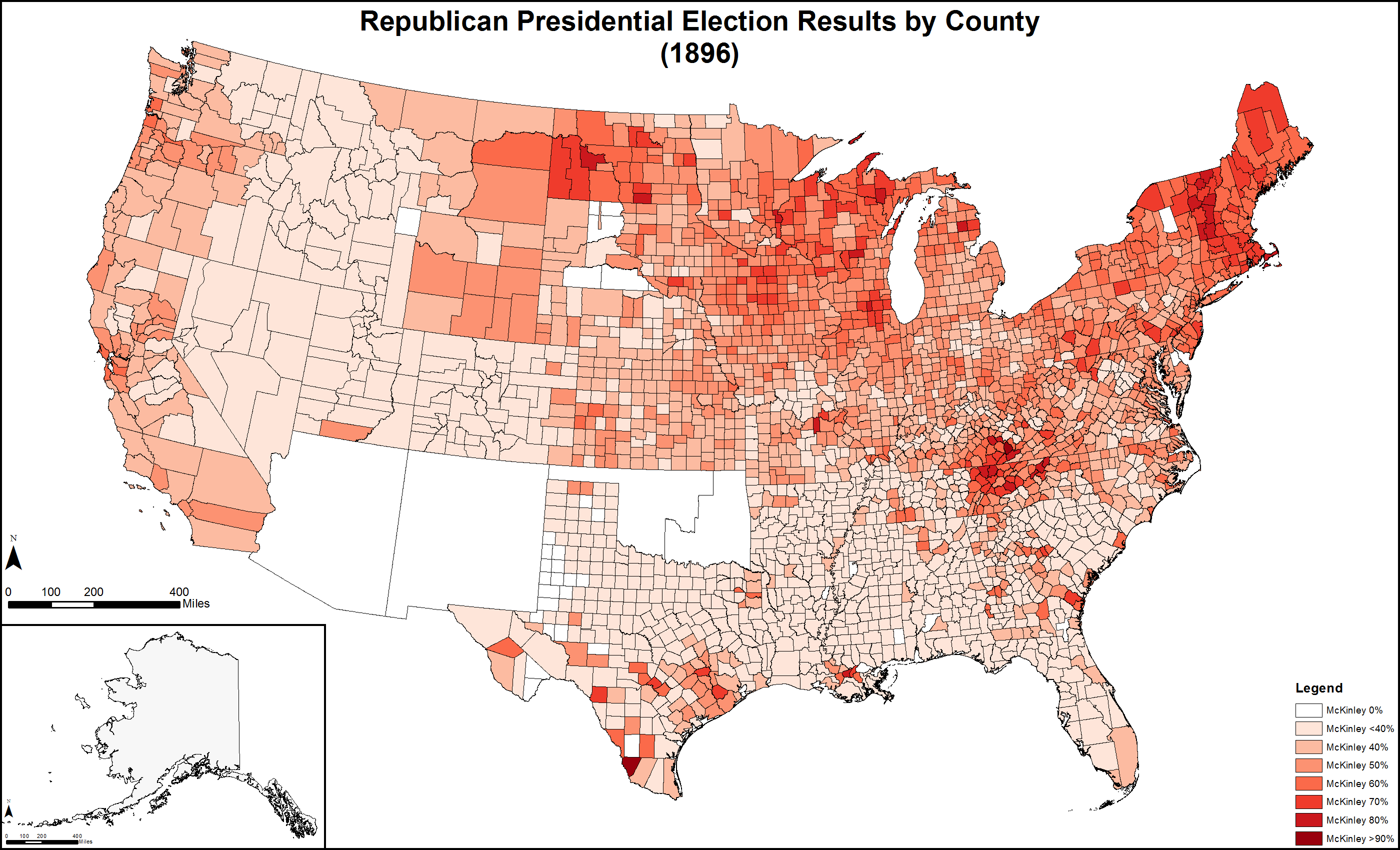
Quận bầu cho Đảng Cộng hòa, được tô sắc theo phần trăm phiếu bầu
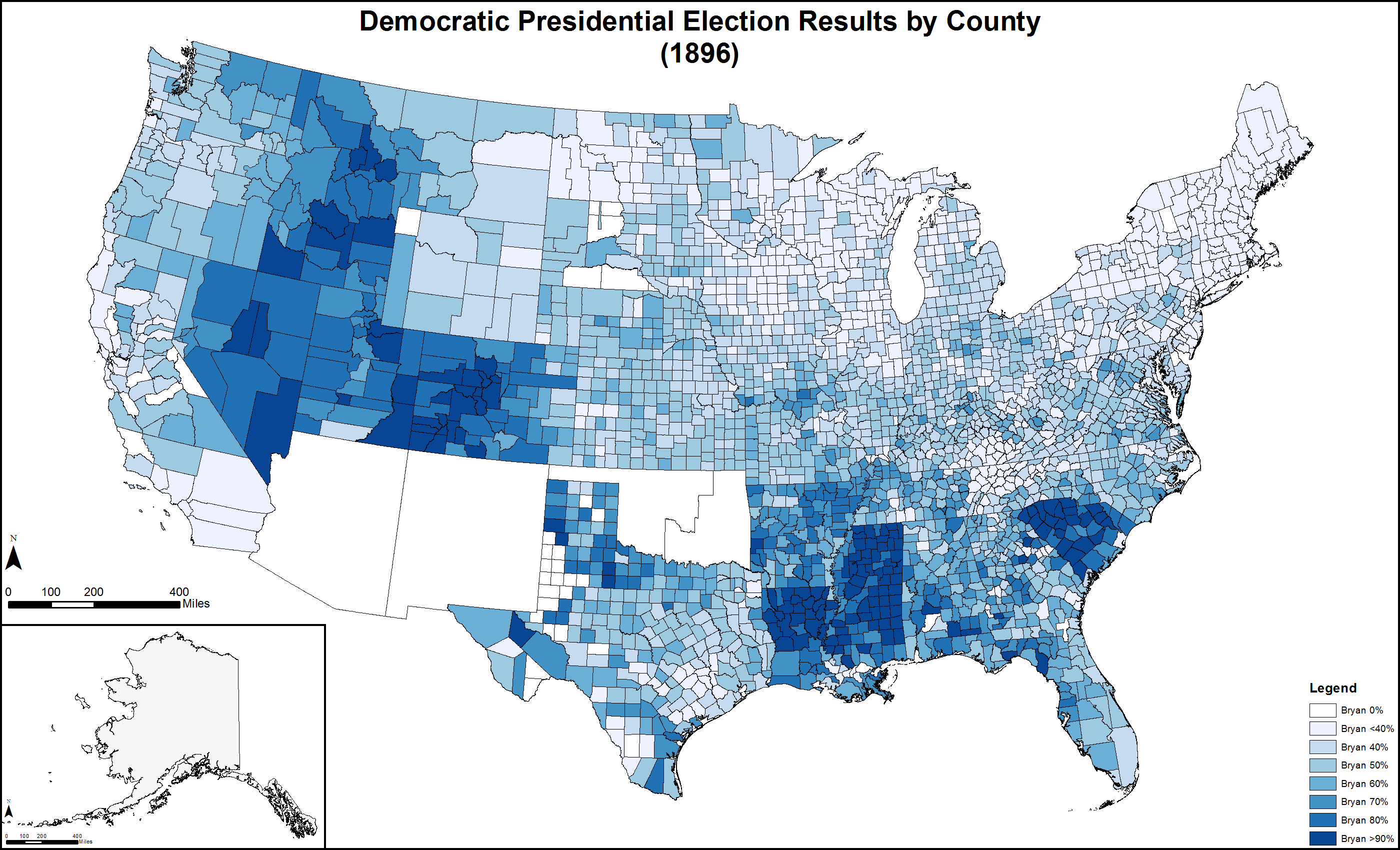
Quận bầu cho Đảng Dân chủ, được tô sắc theo phần trăm phiếu bầu
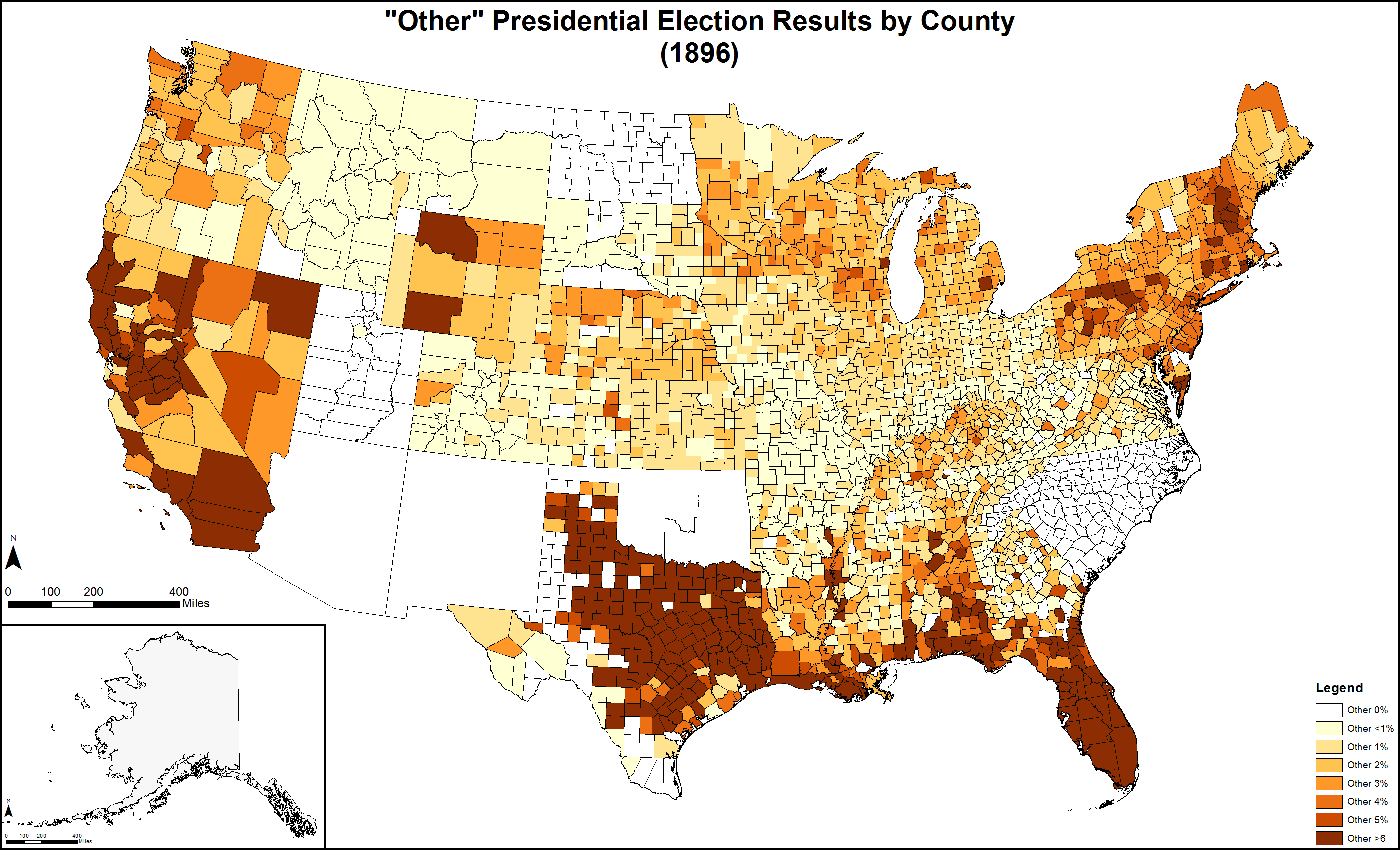
Quận bầu cho ứng cử viên "Khác", được tô sắc theo phần trăm phiếu bầu
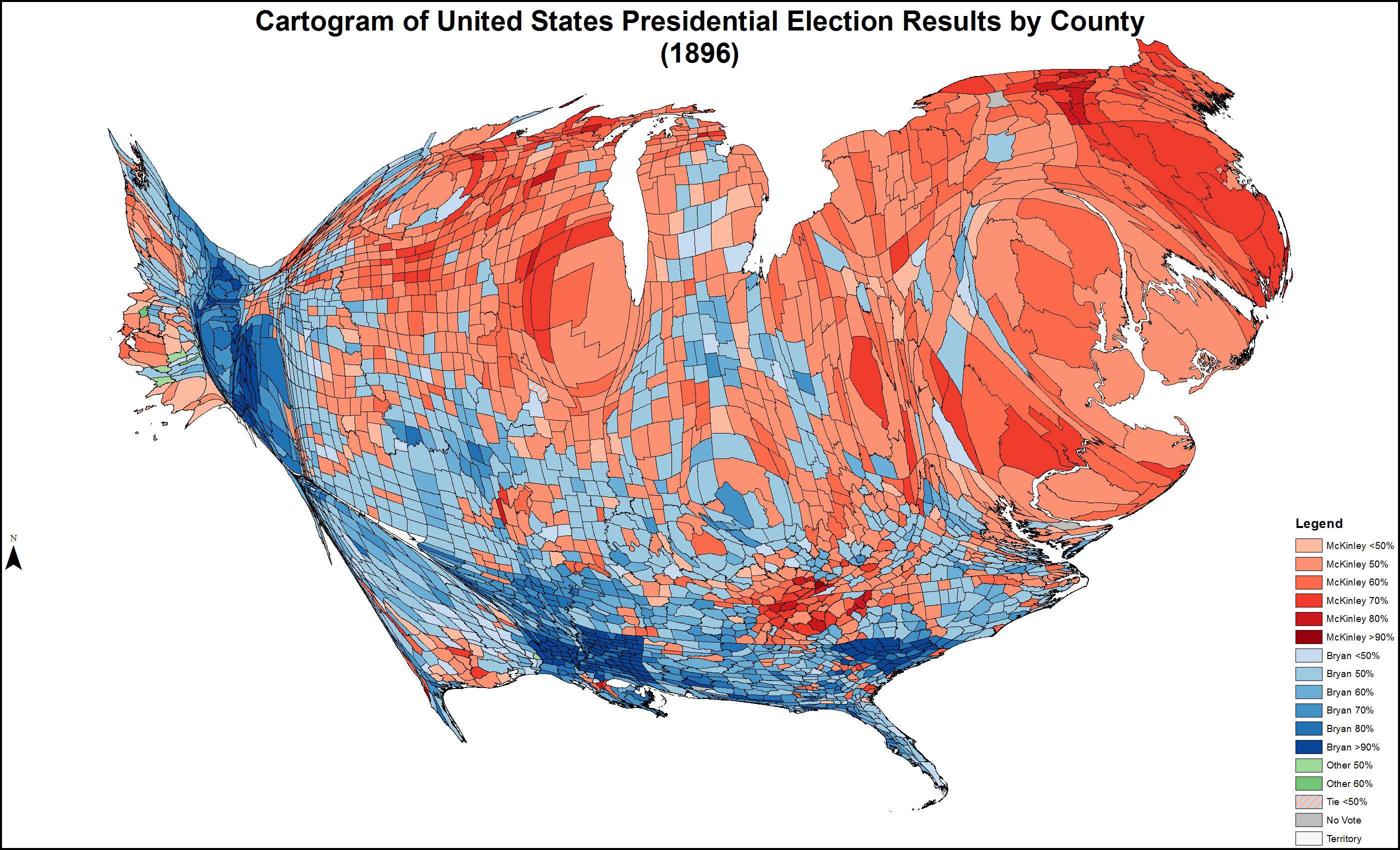
Tích đồ biểu thị kết quả theo quận
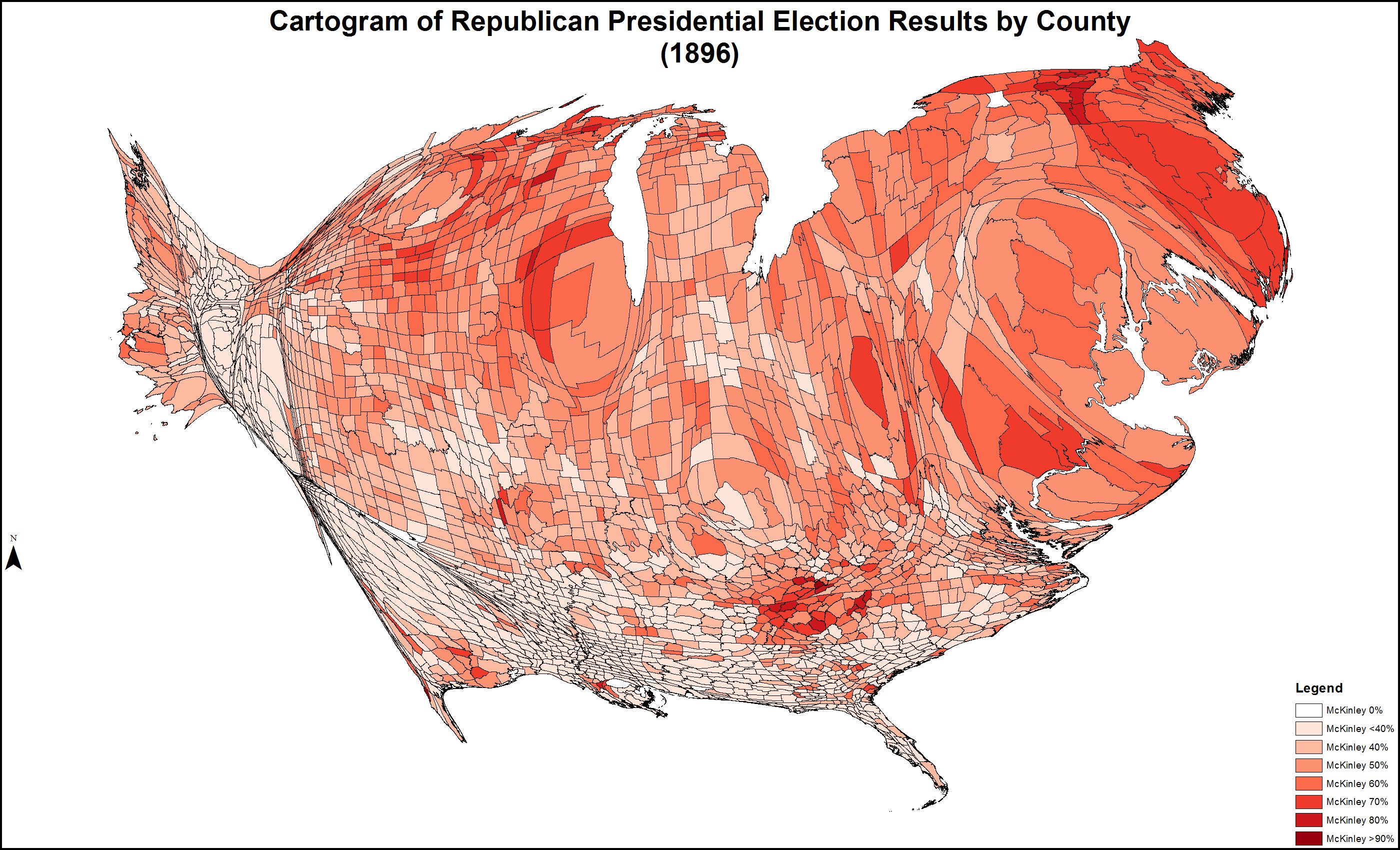
Tích đồ biểu thị quận bầu cho Đảng Cộng hòa
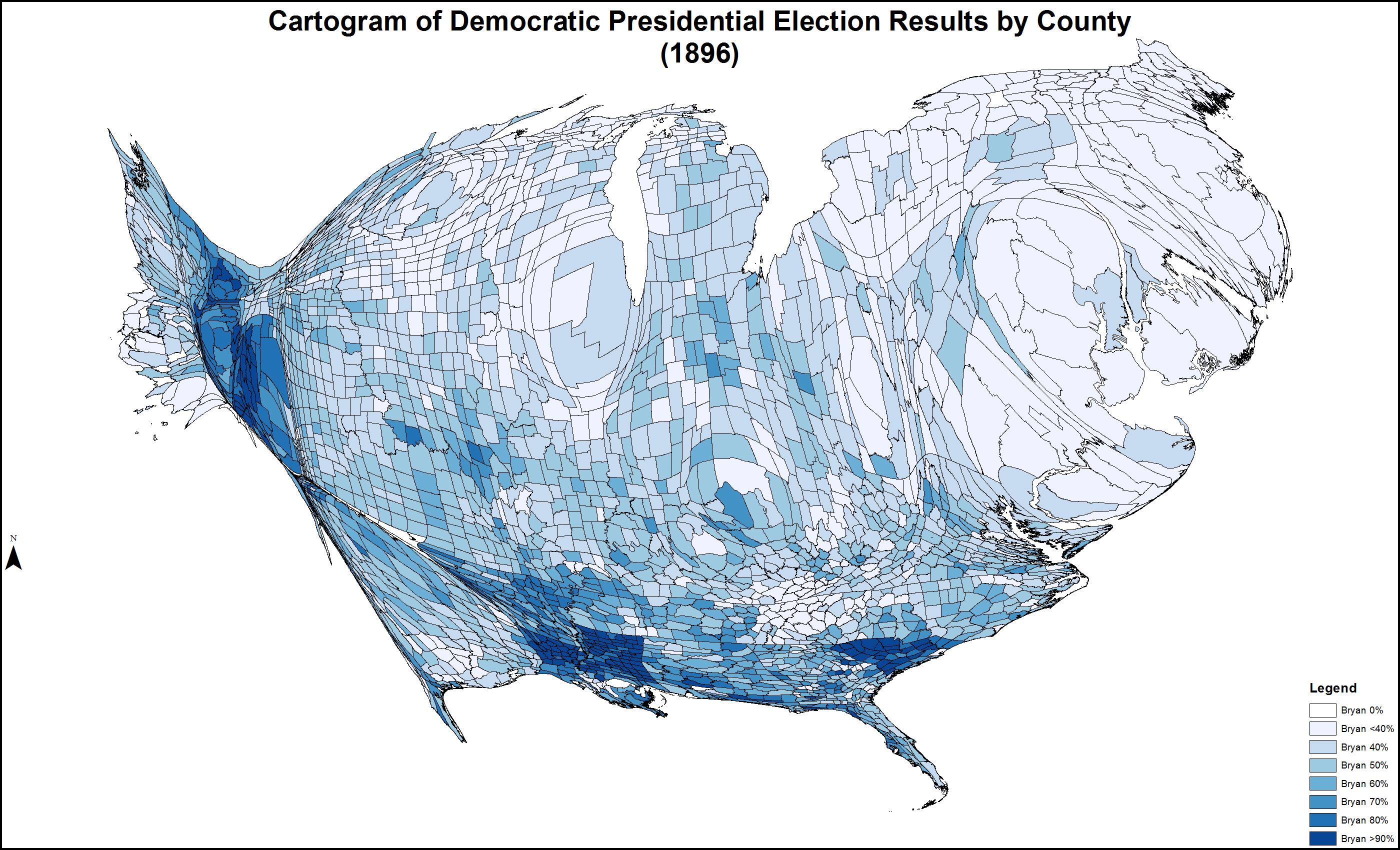
Tích đồ biểu thị quận bầu cho Đảng Dân chủ
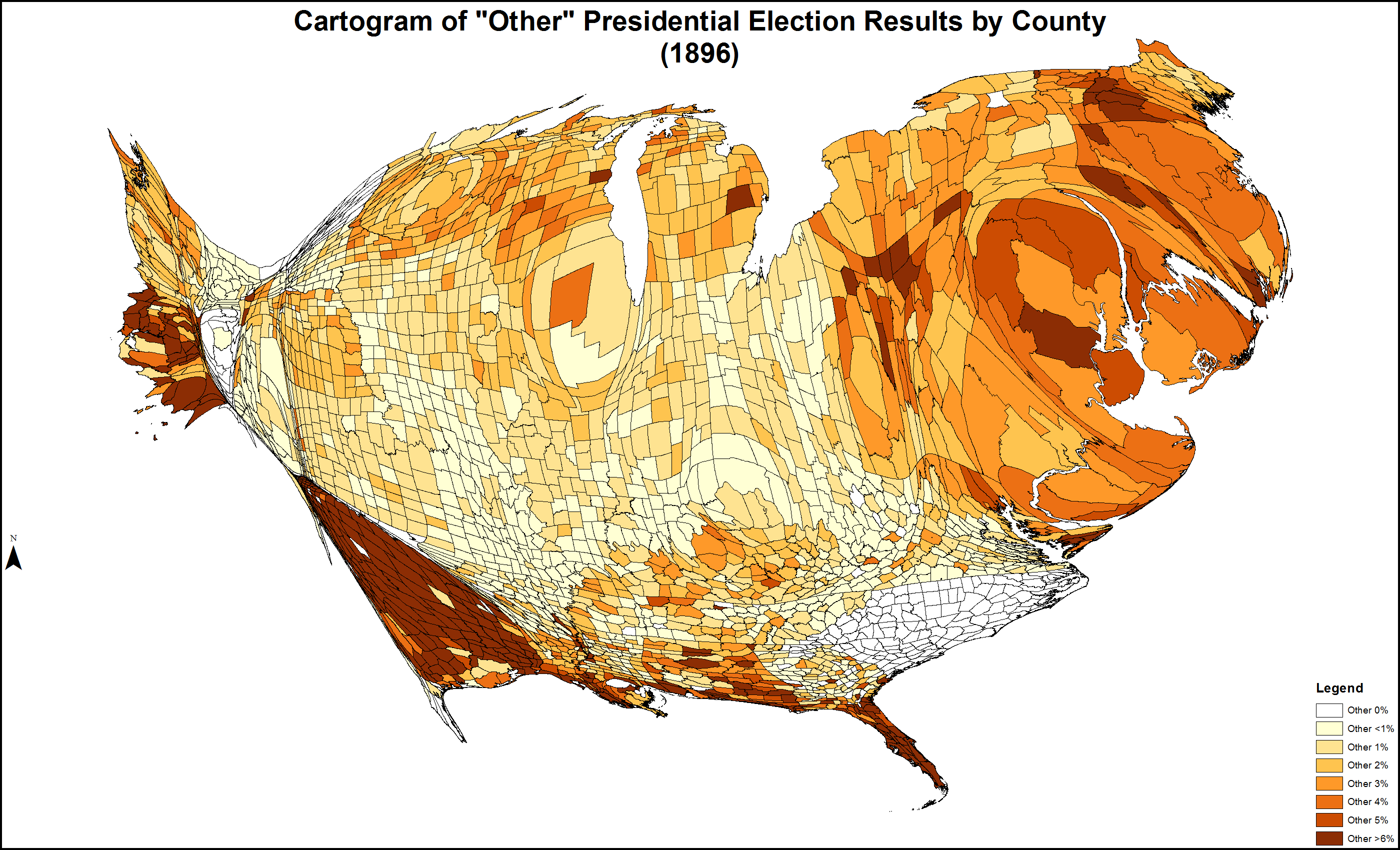
Tích đồ biểu thị quận bầu cho ứng cử viên "Khác"

### Kết quả theo tiểu bang
| Bang/Quận thắng bởi Bryan/Sewall    |
| Bang/Quận thắng bởi McKinley/Hobart |
| Bang/Quận thắng bởi Bryan/Watson    |
| Bang/Quận thắng bởi Bryan/Sewall    |

|                |                  | William McKinley Cộng hòa | William McKinley Cộng hòa | William McKinley Cộng hòa | William Jennings Bryan Dân chủ/Dân túy/Bạc | William Jennings Bryan Dân chủ/Dân túy/Bạc | William Jennings Bryan Dân chủ/Dân túy/Bạc | William Jennings Bryan Dân chủ/Dân túy/Bạc | William Jennings Bryan Dân chủ/Dân túy/Bạc | William Jennings Bryan Dân chủ/Dân túy/Bạc | William Jennings Bryan Dân chủ/Dân túy/Bạc | William Jennings Bryan Dân chủ/Dân túy/Bạc | William Jennings Bryan Dân chủ/Dân túy/Bạc | William Jennings Bryan Dân chủ/Dân túy/Bạc | William Jennings Bryan Dân chủ/Dân túy/Bạc | William Jennings Bryan Dân chủ/Dân túy/Bạc | John Palmer Dân chủ Quốc gia | John Palmer Dân chủ Quốc gia | John Palmer Dân chủ Quốc gia | Joshua Levering Cấm rượu | Joshua Levering Cấm rượu | Joshua Levering Cấm rượu | Charles Matchett Lao động Xã hội | Charles Matchett Lao động Xã hội | Charles Matchett Lao động Xã hội | Charles Bentley Cấm rượu Quốc gia | Charles Bentley Cấm rượu Quốc gia | Charles Bentley Cấm rượu Quốc gia | Cách biệt | Cách biệt | Tổng cộng  | Tổng cộng |
| Dân chủ        | Dân chủ          | Dân chủ                   | William McKinley Cộng hòa | William McKinley Cộng hòa | Dân túy                                    | Dân túy                                    | Dân túy                                    | Bạc                                        | Bạc                                        | Bạc                                        | Tổng cộng                                  | Tổng cộng                                  | Tổng cộng                                  |                                            |                                            |                                            | John Palmer Dân chủ Quốc gia | John Palmer Dân chủ Quốc gia | John Palmer Dân chủ Quốc gia | Joshua Levering Cấm rượu | Joshua Levering Cấm rượu | Joshua Levering Cấm rượu | Charles Matchett Lao động Xã hội | Charles Matchett Lao động Xã hội | Charles Matchett Lao động Xã hội | Charles Bentley Cấm rượu Quốc gia | Charles Bentley Cấm rượu Quốc gia | Charles Bentley Cấm rượu Quốc gia | Cách biệt | Cách biệt | Tổng cộng  | Tổng cộng |
| Tiểu bang      | phiếu đại cử tri | #                         | %                         | phiếu đại cử tri          | #                                          | %                                          | phiếu đại cử tri                           | #                                          | %                                          | phiếu đại cử tri                           | #                                          | %                                          | phiếu đại cử tri                           | #                                          | %                                          | phiếu đại cử tri                           | #                            | %                            | phiếu đại cử tri             | #                        | %                        | phiếu đại cử tri         | #                                | %                                | phiếu đại cử tri                 | #                                 | %                                 | phiếu đại cử tri                  | #         | %         | #          |           |
| -------------- | ---------------- | ------------------------- | ------------------------- | ------------------------- | ------------------------------------------ | ------------------------------------------ | ------------------------------------------ | ------------------------------------------ | ------------------------------------------ | ------------------------------------------ | ------------------------------------------ | ------------------------------------------ | ------------------------------------------ | ------------------------------------------ | ------------------------------------------ | ------------------------------------------ | ---------------------------- | ---------------------------- | ---------------------------- | ------------------------ | ------------------------ | ------------------------ | -------------------------------- | -------------------------------- | -------------------------------- | --------------------------------- | --------------------------------- | --------------------------------- | --------- | --------- | ---------- | --------- |
| Alabama        | 11               | 55,673                    | 28.61                     | -                         | 106,209                                    | 54.58                                      | 11                                         | 24,089                                     | 12.38                                      | -                                          | -                                          | -                                          | -                                          | 130,298                                    | 66.96                                      | 11                                         | 6,375                        | 3.28                         | -                            | 2,234                    | 1.15                     | -                        | -                                | -                                | -                                | -                                 | -                                 | -                                 | -74,625   | -38.35    | 194,580    | AL        |
| Arkansas       | 8                | 37,512                    | 25.12                     | -                         | 110,103                                    | 73.72                                      | 5                                          | -                                          | -                                          | 3                                          | -                                          | -                                          | -                                          | 110,103                                    | 73.72                                      | 8                                          | -                            | -                            | -                            | 839                      | 0.56                     | -                        | -                                | -                                | -                                | 893                               | 0.60                              | -                                 | -72,591   | -48.61    | 149,347    | AR        |
| California     | 9                | 146,688                   | 49.16                     | 8                         | 123,143                                    | 41.27                                      | 1                                          | 21,623                                     | 7.24                                       | -                                          | -                                          | -                                          | -                                          | 144,766                                    | 48.51                                      | 1                                          | 1,730                        | 0.58                         | -                            | 2,573                    | 0.86                     | -                        | 1,611                            | 0.54                             | -                                | 1,047                             | 0.35                              | -                                 | 1,922     | 0.64      | 298,419    | CA        |
| Colorado       | 4                | 26,271                    | 13.86                     | -                         | 158,614                                    | 83.69                                      | 4                                          | 2,391                                      | 1.26                                       | -                                          | -                                          | -                                          | -                                          | 161,005                                    | 84.95                                      | 4                                          | 1                            | 0.00                         | -                            | 1,717                    | 0.91                     | -                        | 159                              | 0.08                             | -                                | 386                               | 0.20                              | -                                 | -134,734  | -71.09    | 189,539    | CO        |
| Connecticut    | 6                | 110,285                   | 63.24                     | 6                         | 56,740                                     | 32.54                                      | -                                          | -                                          | -                                          | -                                          | -                                          | -                                          | -                                          | 56,740                                     | 32.54                                      | -                                          | 4,336                        | 2.49                         | -                            | 1,806                    | 1.04                     | -                        | 1,223                            | 0.70                             | -                                | -                                 | -                                 | -                                 | 53,545    | 30.70     | 174,390    | CT        |
| Delaware       | 3                | 20,450                    | 53.18                     | 3                         | 16,574                                     | 43.10                                      | -                                          | -                                          | -                                          | -                                          | -                                          | -                                          | -                                          | 16,574                                     | 43.10                                      | -                                          | 966                          | 2.51                         | -                            | 466                      | 1.21                     | -                        | -                                | -                                | -                                | -                                 | -                                 | -                                 | 3,876     | 10.08     | 38,456     | DE        |
| Florida        | 4                | 11,298                    | 24.30                     | -                         | 30,779                                     | 66.21                                      | 4                                          | 1,977                                      | 4.25                                       | -                                          | -                                          | -                                          | -                                          | 32,756                                     | 70.46                                      | 4                                          | 1,778                        | 3.82                         | -                            | 656                      | 1.41                     | -                        | -                                | -                                | -                                | -                                 | -                                 | -                                 | -21,458   | -46.16    | 46,488     | FL        |
| Georgia        | 13               | 59,395                    | 36.56                     | -                         | 93,445                                     | 57.51                                      | 13                                         | 440                                        | 0.27                                       | -                                          | -                                          | -                                          | -                                          | 93,885                                     | 57.78                                      | 13                                         | 3,670                        | 2.26                         | -                            | 5,483                    | 3.37                     | -                        | -                                | -                                | -                                | -                                 | -                                 | -                                 | -34,490   | -21.23    | 162,480    | GA        |
| Idaho          | 3                | 6,314                     | 21.32                     | -                         | 23,135                                     | 78.10                                      | 3                                          | -                                          | -                                          | -                                          | -                                          | -                                          | -                                          | 23,135                                     | 78.10                                      | 3                                          | -                            | -                            | -                            | 172                      | 0.58                     | -                        | -                                | -                                | -                                | -                                 | -                                 | -                                 | -16,821   | -56.79    | 29,621     | ID        |
| Illinois       | 24               | 607,130                   | 55.66                     | 24                        | 464,523                                    | 41.91                                      | -                                          | 1,090                                      | 0.77                                       | -                                          | -                                          | -                                          | -                                          | 465,613                                    | 42.68                                      | -                                          | 6,390                        | 0.59                         | -                            | 9,796                    | 0.90                     | -                        | 1,147                            | 0.11                             | -                                | 793                               | 0.07                              | -                                 | 141,517   | 12.97     | 1,090,869  | IL        |
| Indiana        | 15               | 323,754                   | 50.82                     | 15                        | 305,573                                    | 47.96                                      | -                                          | -                                          | -                                          | -                                          | -                                          | -                                          | -                                          | 305,573                                    | 47.96                                      | -                                          | 2,145                        | 0.34                         | -                            | 3,056                    | 0.48                     | -                        | 324                              | 0.05                             | -                                | 2,267                             | 0.36                              | -                                 | 18,181    | 2.85      | 637,119    | IN        |
| Iowa           | 13               | 289,293                   | 55.47                     | 13                        | -                                          | -                                          | -                                          | 223,741                                    | 42.90                                      | -                                          | -                                          | -                                          | -                                          | 223,741                                    | 42.90                                      | -                                          | 4,516                        | 0.87                         | -                            | 3,192                    | 0.61                     | -                        | 453                              | 0.09                             | -                                | 352                               | 0.07                              | -                                 | 65,552    | 12.57     | 521,547    | IA        |
| Kansas         | 10               | 159,345                   | 47.63                     | -                         | 125,481                                    | 37.51                                      | 10                                         | 46,194                                     | 13.81                                      | -                                          | -                                          | -                                          | -                                          | 171,675                                    | 51.32                                      | 10                                         | 1,209                        | 0.36                         | -                            | 1,698                    | 0.51                     | -                        | -                                | -                                | -                                | 620                               | 0.19                              | -                                 | -12,330   | -3.69     | 334,547    | KS        |
| Kentucky       | 13               | 218,171                   | 48.93                     | 12                        | 217,894                                    | 48.86                                      | 1                                          | -                                          | -                                          | -                                          | -                                          | -                                          | -                                          | 217,894                                    | 48.86                                      | 1                                          | 5,084                        | 1.14                         | -                            | 4,779                    | 1.07                     | -                        | -                                | -                                | -                                | -                                 | -                                 | -                                 | 277       | 0.06      | 445,928    | KY        |
| Louisiana      | 8                | 22,037                    | 21.81                     | -                         | 77,175                                     | 76.38                                      | 4                                          | -                                          | -                                          | 4                                          | -                                          | -                                          | -                                          | 77,175                                     | 76.38                                      | 8                                          | 1,834                        | 1.82                         | -                            | -                        | -                        | -                        | -                                | -                                | -                                | -                                 | -                                 | -                                 | -55,138   | -54.57    | 101,046    | LA        |
| Maine          | 6                | 80,403                    | 67.90                     | 6                         | 32,200                                     | 27.19                                      | -                                          | 2,387                                      | 2.02                                       | -                                          | -                                          | -                                          | -                                          | 34,587                                     | 29.21                                      | -                                          | 1,867                        | 1.58                         | -                            | 1,562                    | 1.32                     | -                        | -                                | -                                | -                                | -                                 | -                                 | -                                 | 45,816    | 38.69     | 118,419    | ME        |
| Maryland       | 8                | 136,959                   | 54.73                     | 8                         | 101,763                                    | 40.67                                      | -                                          | 2,387                                      | 0.95                                       | -                                          | -                                          | -                                          | -                                          | 104,150                                    | 41.62                                      | -                                          | 2,499                        | 1.00                         | -                            | 5,918                    | 2.36                     | -                        | 587                              | 0.23                             | -                                | 136                               | 0.05                              | -                                 | 32,809    | 13.11     | 250,249    | MD        |
| Massachusetts  | 15               | 278,976                   | 69.47                     | 15                        | 90,610                                     | 22.56                                      | -                                          | 15,101                                     | 3.76                                       | -                                          | -                                          | -                                          | -                                          | 105,711                                    | 26.32                                      | -                                          | 11,749                       | 2.93                         | -                            | 2,998                    | 0.75                     | -                        | 2,114                            | 0.53                             | -                                | -                                 | -                                 | -                                 | 173,265   | 43.15     | 401,568    | MA        |
| Michigan       | 14               | 293,336                   | 53.77                     | 14                        | -                                          | -                                          | -                                          | 237,166                                    | 43.47                                      | -                                          | -                                          | -                                          | -                                          | 237,166                                    | 43.47                                      | -                                          | 6,923                        | 1.27                         | -                            | 4,978                    | 0.91                     | -                        | 293                              | 0.05                             | -                                | 1,816                             | 0.33                              | -                                 | 56,170    | 10.30     | 545,585    | MI        |
| Minnesota      | 9                | 193,503                   | 56.62                     | 9                         | -                                          | -                                          | -                                          | 139,735                                    | 40.89                                      | -                                          | -                                          | -                                          | -                                          | 139,735                                    | 40.89                                      | -                                          | 3,222                        | 0.94                         | -                            | 4,348                    | 1.27                     | -                        | 954                              | 0.28                             | -                                | -                                 | -                                 | -                                 | 53,768    | 15.73     | 341,762    | MN        |
| Mississippi    | 9                | 4,819                     | 6.92                      | -                         | 55,838                                     | 80.24                                      | 9                                          | 7,517                                      | 10.80                                      | -                                          | -                                          | -                                          | -                                          | 63,355                                     | 91.04                                      | 9                                          | 1,021                        | 1.47                         | -                            | 396                      | 0.57                     | -                        | -                                | -                                | -                                | -                                 | -                                 | -                                 | -58,536   | -84.11    | 69,591     | MS        |
| Missouri       | 17               | 304,940                   | 45.25                     | -                         | 363,667                                    | 53.96                                      | 13                                         | -                                          | -                                          | 4                                          | -                                          | -                                          | -                                          | 363,667                                    | 53.96                                      | 17                                         | 2,365                        | 0.35                         | -                            | 2,043                    | 0.30                     | -                        | 599                              | 0.09                             | -                                | 292                               | 0.04                              | -                                 | -58,727   | -8.71     | 673,906    | MO        |
| Montana        | 3                | 10,509                    | 19.71                     | -                         | -                                          | -                                          | -                                          | 42,628                                     | 79.93                                      | 3                                          | -                                          | -                                          | -                                          | 42,628                                     | 79.93                                      | 3                                          | -                            | -                            | -                            | 193                      | 0.36                     | -                        | -                                | -                                | -                                | -                                 | -                                 | -                                 | -32,119   | -60.23    | 53,330     | MT        |
| Nebraska       | 8                | 103,064                   | 46.18                     | -                         | 115,007                                    | 51.53                                      | 4                                          | -                                          | -                                          | 4                                          | -                                          | -                                          | -                                          | 115,007                                    | 51.53                                      | 8                                          | 2,885                        | 1.29                         | -                            | 1,243                    | 0.56                     | -                        | 186                              | 0.08                             | -                                | 797                               | 0.36                              | -                                 | -11,943   | -5.35     | 223,182    | NE        |
| Nevada         | 3                | 1,938                     | 18.79                     | -                         | -                                          | -                                          | -                                          | 574                                        | 5.57                                       | -                                          | 7,802                                      | 75.64                                      | 3                                          | 8,376                                      | 81.21                                      | 3                                          | -                            | -                            | -                            | -                        | -                        | -                        | -                                | -                                | -                                | -                                 | -                                 | -                                 | -6,438    | -62.42    | 10,314     | NV        |
| New Hampshire  | 4                | 57,444                    | 68.66                     | 4                         | 21,271                                     | 25.43                                      | -                                          | 379                                        | 0.45                                       | -                                          | -                                          | -                                          | -                                          | 21,650                                     | 25.88                                      | -                                          | 3,520                        | 4.21                         | -                            | 779                      | 0.93                     | -                        | 228                              | 0.27                             | -                                | 49                                | 0.06                              | -                                 | 35,794    | 42.78     | 83,670     | NH        |
| New Jersey     | 10               | 221,535                   | 59.68                     | 10                        | 133,695                                    | 36.02                                      | -                                          | -                                          | -                                          | -                                          | -                                          | -                                          | -                                          | 133,695                                    | 36.02                                      | -                                          | 6,378                        | 1.72                         | -                            | -                        | -                        | -                        | 3,986                            | 1.07                             | -                                | 5,617                             | 1.51                              | -                                 | 87,840    | 23.66     | 371,211    | NJ        |
| New York       | 36               | 819,838                   | 57.58                     | 36                        | 551,369                                    | 38.72                                      | -                                          | -                                          | -                                          | -                                          | -                                          | -                                          | -                                          | 551,369                                    | 38.72                                      | -                                          | 18,950                       | 1.33                         | -                            | 16,052                   | 1.13                     | -                        | 17,667                           | 1.24                             | -                                | -                                 | -                                 | -                                 | 268,469   | 18.85     | 1,423,876  | NY        |
| North Carolina | 11               | 155,122                   | 46.82                     | -                         | 174,408                                    | 52.64                                      | 6                                          | -                                          | -                                          | 5                                          | -                                          | -                                          | -                                          | 174,408                                    | 52.64                                      | 11                                         | 578                          | 0.17                         | -                            | 635                      | 0.19                     | -                        | -                                | -                                | -                                | 222                               | 0.07                              | -                                 | -19,286   | -5.82     | 331,337    | NC        |
| North Dakota   | 3                | 26,335                    | 55.57                     | 3                         | 20,686                                     | 43.65                                      | -                                          | -                                          | -                                          | -                                          | -                                          | -                                          | -                                          | 20,686                                     | 43.65                                      | -                                          | -                            | -                            | -                            | 358                      | 0.76                     | -                        | -                                | -                                | -                                | -                                 | -                                 | -                                 | 5,649     | 11.92     | 47,391     | ND        |
| Ohio           | 23               | 525,991                   | 51.86                     | 23                        | 474,882                                    | 46.82                                      | -                                          | 2,615                                      | 0.82                                       | -                                          | -                                          | -                                          | -                                          | 477,497                                    | 47.08                                      | -                                          | 1,858                        | 0.18                         | -                            | 5,068                    | 0.50                     | -                        | 1,165                            | 0.11                             | -                                | 2,716                             | 0.27                              | -                                 | 48,494    | 4.78      | 1,014,295  | OH        |
| Oregon         | 4                | 48,779                    | 50.07                     | 4                         | 46,739                                     | 47.98                                      | -                                          | -                                          | -                                          | -                                          | -                                          | -                                          | -                                          | 46,739                                     | 47.98                                      | -                                          | 977                          | 1.00                         | -                            | 919                      | 0.94                     | -                        | -                                | -                                | -                                | -                                 | -                                 | -                                 | 2,040     | 2.09      | 97,414     | OR        |
| Pennsylvania   | 32               | 728,300                   | 60.98                     | 32                        | 422,054                                    | 35.34                                      | -                                          | 6,103                                      | 0.51                                       | -                                          | 5,071                                      | 0.42                                       | -                                          | 433,228                                    | 36.27                                      | -                                          | 11,000                       | 0.92                         | -                            | 19,274                   | 1.61                     | -                        | 1,683                            | 0.14                             | -                                | 870                               | 0.07                              | -                                 | 295,072   | 24.71     | 1,194,355  | PA        |
| Rhode Island   | 4                | 37,437                    | 68.33                     | 4                         | 14,459                                     | 26.39                                      | -                                          | -                                          | -                                          | -                                          | -                                          | -                                          | -                                          | 14,459                                     | 26.39                                      | -                                          | 1,166                        | 2.13                         | -                            | 1,160                    | 2.12                     | -                        | 558                              | 1.02                             | -                                | -                                 | -                                 | -                                 | 22,978    | 41.94     | 54,785     | RI        |
| South Carolina | 9                | 9,313                     | 13.51                     | -                         | 58,801                                     | 85.30                                      | 9                                          | -                                          | -                                          | -                                          | -                                          | -                                          | -                                          | 58,801                                     | 85.30                                      | 9                                          | 824                          | 1.20                         | -                            | -                        | -                        | -                        | -                                | -                                | -                                | -                                 | -                                 | -                                 | -49,488   | -71.79    | 68,938     | SC        |
| South Dakota   | 4                | 41,042                    | 49.48                     | -                         | 41,225                                     | 49.70                                      | 2                                          | -                                          | -                                          | 2                                          | -                                          | -                                          | -                                          | 41,225                                     | 49.70                                      | 4                                          | -                            | -                            | -                            | 683                      | 0.82                     | -                        | -                                | -                                | -                                | -                                 | -                                 | -                                 | -183      | -0.22     | 82,950     | SD        |
| Tennessee      | 12               | 148,683                   | 46.33                     | -                         | 162,643                                    | 50.68                                      | 12                                         | 4,525                                      | 1.41                                       | -                                          | -                                          | -                                          | -                                          | 167,168                                    | 52.09                                      | 12                                         | 1,953                        | 0.61                         | -                            | 3,099                    | 0.97                     | -                        | -                                | -                                | -                                | -                                 | -                                 | -                                 | -18,485   | -5.76     | 320,903    | TN        |
| Texas          | 15               | 167,520                   | 30.75                     | -                         | 290,862                                    | 53.39                                      | 15                                         | 79,572                                     | 14.61                                      | -                                          | -                                          | -                                          | -                                          | 370,434                                    | 68.00                                      | 15                                         | 5,046                        | 0.93                         | -                            | 1,786                    | 0.33                     | -                        | -                                | -                                | -                                | -                                 | -                                 | -                                 | -202,914  | -37.25    | 544,786    | TX        |
| Utah           | 3                | 13,491                    | 17.27                     | -                         | 64,607                                     | 82.70                                      | 2                                          | -                                          | -                                          | 1                                          | -                                          | -                                          | -                                          | 64,607                                     | 82.70                                      | 3                                          | -                            | -                            | -                            | -                        | -                        | -                        | -                                | -                                | -                                | -                                 | -                                 | -                                 | -51,116   | -65.43    | 78,119     | UT        |
| Vermont        | 4                | 51,127                    | 80.08                     | 4                         | 10,179                                     | 15.94                                      | -                                          | 461                                        | 0.72                                       | -                                          | -                                          | -                                          | -                                          | 10,640                                     | 16.66                                      | -                                          | 1,331                        | 2.08                         | -                            | 733                      | 1.15                     | -                        | -                                | -                                | -                                | -                                 | -                                 | -                                 | 40,487    | 63.41     | 63,847     | VT        |
| Virginia       | 12               | 135,379                   | 45.94                     | -                         | 154,708                                    | 52.50                                      | 12                                         | -                                          | -                                          | -                                          | -                                          | -                                          | -                                          | 154,708                                    | 52.50                                      | 12                                         | 2,129                        | 0.72                         | -                            | 2,350                    | 0.80                     | -                        | 108                              | 0.04                             | -                                | -                                 | -                                 | -                                 | -19,329   | -6.56     | 294,674    | VA        |
| Washington     | 4                | 39,153                    | 41.84                     | -                         | 1,668                                      | 1.78                                       | -                                          | 51,646                                     | 55.19                                      | 4                                          | -                                          | -                                          | -                                          | 53,314                                     | 56.97                                      | 4                                          | -                            | -                            | -                            | 968                      | 1.03                     | -                        | -                                | -                                | -                                | 148                               | 0.16                              | -                                 | -14,161   | -15.13    | 93,583     | WA        |
| West Virginia  | 6                | 105,379                   | 52.23                     | 6                         | 94,480                                     | 46.83                                      | -                                          | -                                          | -                                          | -                                          | -                                          | -                                          | -                                          | 94,480                                     | 46.83                                      | -                                          | 678                          | 0.34                         | -                            | 1,220                    | 0.60                     | -                        | -                                | -                                | -                                | -                                 | -                                 | -                                 | 10,899    | 5.40      | 201,757    | WV        |
| Wisconsin      | 12               | 268,135                   | 59.93                     | 12                        | 165,523                                    | 37.00                                      | -                                          | -                                          | -                                          | -                                          | -                                          | -                                          | -                                          | 165,523                                    | 37.00                                      | -                                          | 4,584                        | 1.02                         | -                            | 7,507                    | 1.68                     | -                        | 1,314                            | 0.29                             | -                                | 346                               | 0.08                              | -                                 | 102,612   | 22.93     | 447,409    | WI        |
| Wyoming        | 3                | 10,072                    | 47.75                     | -                         | 10,575                                     | 50.13                                      | 2                                          | 286                                        | 1.36                                       | 1                                          | -                                          | -                                          | -                                          | 10,861                                     | 51.49                                      | 3                                          | -                            | -                            | -                            | 159                      | 0.75                     | -                        | -                                | -                                | -                                | -                                 | -                                 | -                                 | -789      | -3.74     | 21,092     | WY        |
| TỔNG CỘNG:     | 447              | 7,112,138                 | 51.02                     | 271                       | 5,585,693                                  | 40.07                                      | 142                                        | 912,241                                    | 6.54                                       | 31                                         | 12,873                                     | 0.09                                       | 3                                          | 6,510,807                                  | 46.71                                      | 176                                        | 133,537                      | 0.96                         | -                            | 124,896                  | 0.90                     | -                        | 36,359                           | 0.26                             | -                                | 19,367                            | 0.14                              | -                                 | 601,331   | 4.31      | 13,938,674 | US        |

### Tiểu bang sít sao
Các bang có cách biệt chiến thắng dưới 1% (26 phiếu đại cử tri; 20 phiếu cho đảng Cộng hòa; 6 phiếu cho đảng Dân chủ):
1. Kentucky, 0,06% (277 phiếu)
2. Nam Dakota, 0,22% (183 phiếu)
3. California, 0,64% (1.922 phiếu)

Các bang có cách biệt chiến thắng giữa 1% và 5% (55 phiếu đại cử tri; 42 phiếu cho đảng Cộng hòa; 13 phiếu cho đảng Dân chủ):
1. Oregon, 2,09% (2.040 phiếu)
2. Indiana, 2,85% (18.181 phiếu)
3. Kansas, 3,69% (12.330 phiếu)
4. Wyoming, 3,74% (789 phiếu)
5. Ohio, 4,78% (48.494 phiếu)

Các bang có cách biệt chiến thắng giữa 5% và 10% (66 phiếu đại cử tri; 6 phiếu cho đảng Cộng hòa; 60 phiếu cho đảng Dân chủ):
1. Nebraska, 5,35% (11.943 phiếu)
2. Tây Virginia, 5,40% (10.899 phiếu)
3. Tennessee, 5,76% (18.485 phiếu)
4. Bắc Carolina, 5,82% (19.286 phiếu)
5. Virginia, 6,56% (19.329 phiếu)
6. Missouri, 8,71% (58.727 phiếu)

#### Thống kê
Các quận với tỷ lệ phiếu bầu cho Đảng Cộng hòa cao nhất
1. Quận Zapata, Texas 94.34%
2. Quận Leslie, Kentucky 91.39%
3. Quận Addison, Vermont 89.17%
4. Quận Unicoi, Tennessee 89.04%
5. Quận Keweenaw, Michigan 88.96%

Các quận với tỷ lệ phiếu bầu cho Đảng Dân chủ cao nhất
1. Quận West Carroll, Louisiana 99.84%
2. Quận Leflore, Mississippi 99.68%
3. Quận Smith, Mississippi 99.26%
4. Quận Pitkin, Colorado 99.21%
5. Quận Neshoba, Mississippi 99.15%

Các quận với tỷ lệ phiếu bầu cho Đảng Dân túy cao nhất
1. Quận Madera, California 62.80%
2. Quận Lake, California 61.95%
3. Quận Stanislaus, California 59.00%
4. Quận San Benito, California 57.59%
5. Quận San Luis Obispo, California 56.37%

## Trong văn hóa đại chúng
Cuộc diễu hành bầu cử cho William McKinley xuất hiện trong bộ phim The Little House vào năm 1952.